# Apollo 16
Apollo 16 est une mission habitée du programme Apollo ayant eu lieu du 16 au 27 avril 1972 et au cours de laquelle deux des membres de l'équipage se sont posés sur la Lune et ont exploré la zone située près de leur site d'atterrissage. Il s'agit de la dixième mission Apollo ainsi que la cinquième et avant-dernière comprenant un séjour sur la Lune. Apollo 16 est la première mission à se poser sur de hauts plateaux lunaires, en l’occurrence dans la région du cratère Descartes. Il s'agit également de la seconde mission Apollo de type J, qui se caractérise par des objectifs scientifiques étendus et un séjour sur la surface lunaire prolongé à trois jours grâce à une version évoluée du module lunaire. L'équipage d'Apollo 16 est composé de John Young, commandant, de Charles Duke copilote du module lunaire et de Ken Mattingly pilote du module de commande. Lancé depuis le centre spatial Kennedy en Floride le 16 avril 1972 à 17h54 TU, le vaisseau Apollo amerrit le 27 avril à 19h45 TU après un séjour dans l'espace de 11 jours, 1 heure et 15 minutes.
John Young et Charles Duke séjournent 71 heures à la surface de la Lune, au cours desquelles ils réalisent trois sorties extravéhiculaires (EVA) d'une durée totale de 20 heures et 41 minutes. Durant ces sorties, ils utilisent un rover lunaire avec lequel ils parcourent une distance de 26,7 kilomètres. Les deux astronautes collectent 95,8 kilogrammes d'échantillons de roches lunaires qui seront rapportés sur Terre tandis que Ken Mattingly, resté en orbite, réalise des observations scientifiques. Après le retour de Young et Duke en orbite lunaire, un mini-satellite scientifique est déployé à partir du module de service. Durant le voyage de retour, Mattingly récupère les films des caméras du module de service au cours d'une sortie extravéhiculaire.
Trois des quatre premiers atterrissages du programme Apollo s'étaient déroulés dans des mers lunaires et le quatrième à proximité de la mer des Pluies. Par conséquent, la priorité pour cette mission était de collecter des échantillons des hauts plateaux datant théoriquement d'une période antérieure à l'impact météoritique à l'origine de la mer des Pluies. Le site retenu était situé près des formations géologiques Descartes et Cayley qui, avant la mission, étaient considérés par les géologues comme des formations d'origine volcanique. Mais les échantillons rapportés par les astronautes démontrèrent que cette hypothèse était erronée.

## Contexte: Le programme Apollo
Le programme Apollo est lancé par le président John F. Kennedy le 2 mai 1961 avec comme objectif d'envoyer pour la première fois des hommes sur la Lune avant la fin de la décennie. Il s'agit de démontrer la supériorité des États-Unis sur l'Union soviétique dans le domaine spatial, devenu un enjeu politique dans le contexte de la guerre froide. Le 20 juillet 1969, l'objectif fixé à l'agence spatiale américaine, la NASA, est atteint lorsque les astronautes de la mission Apollo 11 parviennent à se poser sur la Lune. À cette date, neuf autres missions sont programmées. Mais les ambitions du programme sont rapidement revues à la baisse. Les priorités des États-Unis ont changé : les dispositifs sociaux mis en place par le président Lyndon Johnson dans le cadre de sa guerre contre la pauvreté (Medicare et Medicaid) et surtout un conflit vietnamien qui s'envenime prélèvent une part croissante du budget du pays. Pour les décideurs politiques américains, le programme Apollo a rempli son principal objectif en prouvant la supériorité technique des États-Unis sur l'Union soviétique, et la science ne justifie pas les dépenses envisagées pour les missions à venir. En 1970, la dernière mission planifiée, Apollo 20, est annulée tandis que les vols restants sont étalés jusqu'en 1974 ; la chaîne de fabrication de la fusée Saturn V, chargée de lancer les vaisseaux du programme, est également arrêtée, mettant fin à tout espoir d'une prolongation du programme. Le développement de la première station spatiale américaine Skylab, dans laquelle trois équipages doivent successivement faire des séjours de longue durée en 1973-1974, prélève une part croissante d'un budget de la NASA par ailleurs en forte baisse. Le 20 septembre 1970, l'administrateur de la NASA Tom Paine, démissionnaire, annonce que les contraintes budgétaires nécessitent de supprimer les deux dernières missions Apollo 18 et Apollo 19 ; les économies attendues sont d'environ 50 millions de dollars,.

## L'équipage

### Équipage titulaire
L'équipage de la mission Apollo 16 comprend les trois astronautes suivants :
- John W. Young, commandant de la mission, 4e vol spatial ;
- Thomas K. Mattingly II, pilote du module de commande, 1er vol dans l'espace ;
- Charles M. Duke Jr, pilote du module lunaire, 1er et seul vol dans l'espace.

Ken Mattingly devait faire partie de l'équipage d'Apollo 13 mais ayant été en contact avec Charles Duke, membre de l'équipage de remplacement d'Apollo 13 qui souffrait de la rougeole, il avait dû laisser sa place à Jack Swigert deux jours avant le lancement. John Young, capitaine dans la Marine américaine est un vétéran qui a déjà participé à trois missions : Gemini 3, Gemini 10 et Apollo 10, au cours de laquelle son vaisseau s'est placé en orbite autour de la Lune. Charles Duke fait partie de la promotion d'astronautes recrutée par la NASA en 1966 et Apollo 16 est sa première mission dans l'espace. Il a néanmoins déjà été Capcom pour la mission Apollo 11 ainsi que membre de l'équipage de réserve d'Apollo 13 .

### Équipage de remplacement
L'équipage de remplacement de la mission Apollo 16 constitue une réserve d'astronautes ayant suivi le même entrainement que l'équipage titulaire et à même de remplacer celui-ci en cas de défaillance (maladie ou risque de maladie, accident...). Les trois astronautes de l'équipage de remplacement sont :
- Fred W. Haise, Jr., commandant ;
- Stuart A. Roosa, pilote du module de commande ;
- Edgar D. Mitchell, copilote du module lunaire.

L'équipage de remplacement avait une composition initiale différente connue bien que non officielle. Il comprenait Fred Haise (commandant), William R. Pogue (pilote du module de commande) et Gerald Carr (copilote du module lunaire),. Mais après l'annulation des missions Apollo 18 et 19 en septembre 1970 pour des raisons budgétaires, le plan d'affectation des équipages dut être modifié : Roosa et Mitchell furent désignés pour faire partie de l'équipage de remplacement tandis que Pogue et Carr se retrouvaient assignés au programme de la station spatiale Skylab. Ils participèrent effectivement à la mission Skylab 4,.

### Support au sol
Durant la mission l'équipage est en communication quasi permanente avec le contrôle au sol. Un astronaute, le CapCom (Capsule communicators ou capcoms) assure l'interface entre les astronautes en vol et les spécialistes au sol. Dans le cas d'Apollo 16 les capcoms qui se relaient sont: Anthony W. England, Karl G. Henize, Henry W. Hartsfield, Jr, Robert F. Overmyer, Donald H. Peterson, C. Gordon Fullerton, Edgar Mitchell, James Irwin, Fred Haise et Stuart Roosa.

### Insigne de la mission
L'insigne de la mission Apollo 16 représente un pygargue à tête blanche perché sur un blason rouge, bleu et blanc, représentant le peuple américain. En arrière-plan un fond gris représentant la surface de la Lune tandis que le symbole de la NASA, une aile stylisée et dorée, barre la surface lunaire. Sur le pourtour de l'insigne figurent seize étoiles symbolisant le numéro de la mission et les patronymes des membres de l'équipage : Young, Mattingly, Duke. La bordure bleue contenant les noms et les étoiles est soulignée d'or. Cet insigne a été dessiné sur la base de suggestions émises par l'équipage.

## La préparation de la mission

### Le choix du site d'atterrissage
Apollo 16 est la deuxième mission Apollo de type J, axée sur les travaux scientifiques. Elle dispose d'un module lunaire plus lourd permettant un séjour de 3 jours à la surface de la Lune et capable de transporter un Lunar Roving Vehicle . Avant-dernière mission du programme Apollo, elle bénéficie, tout comme Apollo 17, du savoir-faire engrangé durant les missions précédentes et il n'est donc plus nécessaire d'incorporer dans le programme des tests de nouvelles procédures ou de nouveaux matériels. Ces deux dernières missions fournissent l'opportunité pour les astronautes de tenter de découvrir les raisons de certaines caractéristiques de la Lune mal expliquées. Bien que les missions précédentes, Apollo 14 et Apollo 15, aient ramené sur Terre des roches lunaires datant d'avant la formation des mers lunaires, c'est-à-dire d'avant les remontées du magma ayant noyé les parties les plus basses de la géographie lunaire, aucun de ces matériaux ne provient de hauts plateaux.
La mission Apollo 14 a permis d'obtenir des échantillons de roches issues des couches supérieures éjectées lors de l'impact de météorites ayant formé la mer des Pluies. L'équipage d'Apollo 15 a de son côté trouvé des roches ayant la même origine en visitant les montagnes situées sur le pourtour de la mer des Pluies. En raison de la proximité des deux sites d'atterrissage, il était concevable que, dans des régions plus éloignées de la mer des Pluies, d'autres processus géologiques aient été à l’œuvre donnant naissance à d'autres types de terrain. Certains membres de la communauté scientifique, remarquant que les régions centrales des hauts plateaux lunaires présentaient une apparence similaire à des régions de la Terre créées par des activités volcaniques, supposèrent alors qu'il en était peut-être de même sur la Lune. L'objectif scientifique d'Apollo 16 est de confirmer cette théorie.

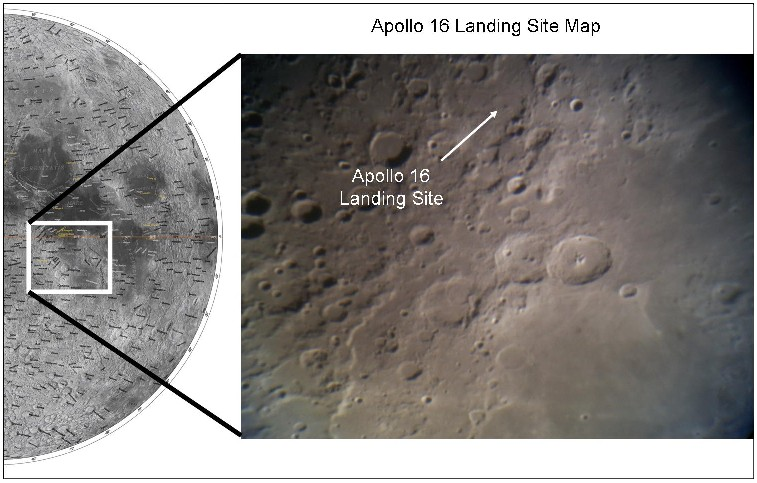
Site d’atterrissage d'Apollo 16 sur la Lune

Deux sites d’atterrissage sont placés en tête des priorités pour Apollo 16 : les hauts plateaux situés à proximité du cratère Descartes à l'ouest de la mer des Nectars et le cratère Alphonsus. Dans la région des hauts plateaux de Descartes, les formations des cratères Descartes et Cayley constituent les objectifs les plus intéressants car les scientifiques supposaient, sur la base d'observations réalisées depuis la Terre et depuis l'orbite lunaire, que le terrain dans cette région avait été formé par un magma plus visqueux que celui des mers lunaires. L'âge de la formation Cayley semblait proche de celui de la mer des Pluies d'après la densité des impacts météoritiques observée dans ces deux régions. La distance importante entre ce site pour Apollo 16 et les sites des atterrissages des missions précédentes est un argument en faveur du site Descartes car il étend considérablement la taille du réseau d'instruments géophysiques installés par chacune des missions Apollo (à l'exception d'Apollo 11).
En ce qui concerne le site du cratère Alphonsus, trois objectifs scientifiques de grande importance sont identifiés : la recherche sur la face interne des rebords du cratère de roches datant d'avant la formation de la mer des Pluies, la détermination de la composition des terrains situés à l'intérieur du cratère et enfin la présence potentielle d'anciennes activités volcaniques sur le plancher du cratère situé au niveau de petits cratères présentant un halo sombre. Les géologues redoutent cependant que les échantillons de cette zone ne soient contaminés par des matériaux éjectés lors de la formation de la mer des Pluies, ce qui interdirait la découverte de matériaux plus anciens. À cela s'ajoute la crainte de réaliser une mission redondante par rapport aux missions Apollo 14 et 15 dont les échantillons sont en cours d'analyse pour la première et encore indisponibles pour la seconde.
Pour toutes ces raisons, la région du cratère Descartes est retenue comme destination. À la suite de cette décision, le cratère Alphonsus est classé comme site prioritaire pour la mission Apollo 17. Il sera cependant finalement éliminé. Des photographies prises par la mission Apollo 14 sont utilisées pour s'assurer que les caractéristiques du site de Descartes permettent un atterrissage du module lunaire. Le site retenu pour la mission se situe entre deux cratères d'impact récents (les cratères « Ray » -« Rayon »- nord et sud), respectivement de 1000 et 680 mètres de diamètre, qui constituent des forages naturels à travers la couche de régolite et permettent ainsi aux astronautes d'accéder au socle rocheux .
Après avoir sélectionné le site d’atterrissage de la mission, les planificateurs déterminèrent que la collecte d'échantillons de roches issues des formations géologiques Cayley et Descartes constituaient les objectifs prioritaires des sorties extravéhiculaires que devraient effectuer les astronautes. Ce sont ces formations particulières que la communauté scientifique suspecte alors d'avoir été créées par une activité volcanique ; l'analyse des échantillons prélevés par l'équipage d'Apollo 16 prouvera que cette théorie était fausse.

### L'entraînement

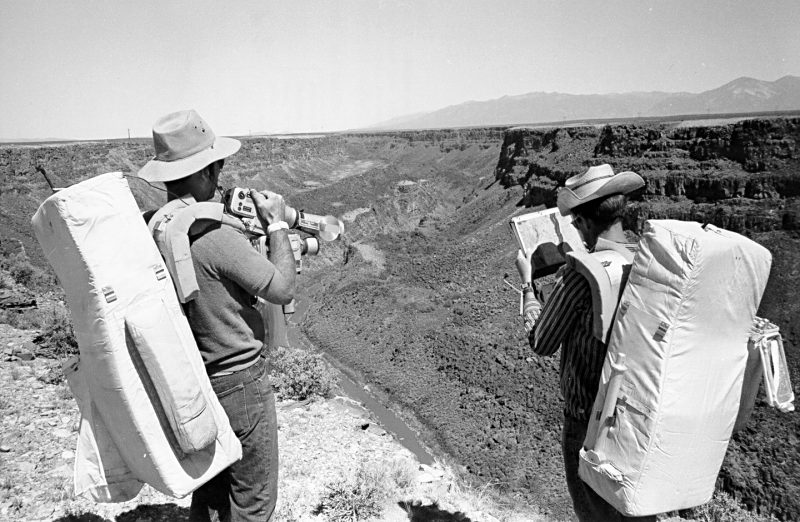
John Young et Charles Duke s’entraînent dans les gorges du Río Grande au Nouveau-Mexique.

Durant la préparation à leur mission, les astronautes d'Apollo 16 suivent un entraînement très varié qui comprend, entre autres, plusieurs excursions géologiques dont l'objectif est de familiariser les astronautes avec les concepts et techniques qui leur seront nécessaires à la surface de la Lune. Durant ces excursions, les astronautes étudient et apprennent à reconnaître les formations géologiques qu'ils risquent de rencontrer sur la Lune,,. En juillet 1971, les astronautes d'Apollo 16 effectuent une excursion géologique à Grand Sudbury en Ontario (Canada). Les géologues ont choisi cette région car elle comprend un cratère de 97 kilomètres de large formé il y a environ 1,6 million d'années par l'impact d'une importante météorite. Durant ces exercices, les astronautes ne portent pas de scaphandres mais utilisent une radio pour communiquer entre eux ainsi qu'avec un astronaute scientifique tout en répétant les procédures utilisées plus tard sur la Lune.
À ces entraînements géologiques s'ajoutent les préparatifs suivis habituellement par les astronautes avant toute mission comme l’entraînement à l'utilisation des scaphandres spatiaux, des séances destinées à les préparer à la gravité lunaire, des entraînements à l’atterrissage. Ils s'entraînent également à la collecte d'échantillons de roches, à la conduite du rover lunaire ; ils effectuent des entraînements de survie en milieu hostile et se préparent aux différents aspects techniques de la mission.

## Déroulement de la mission

### Le lancement et le transit entre la Terre et la Lune

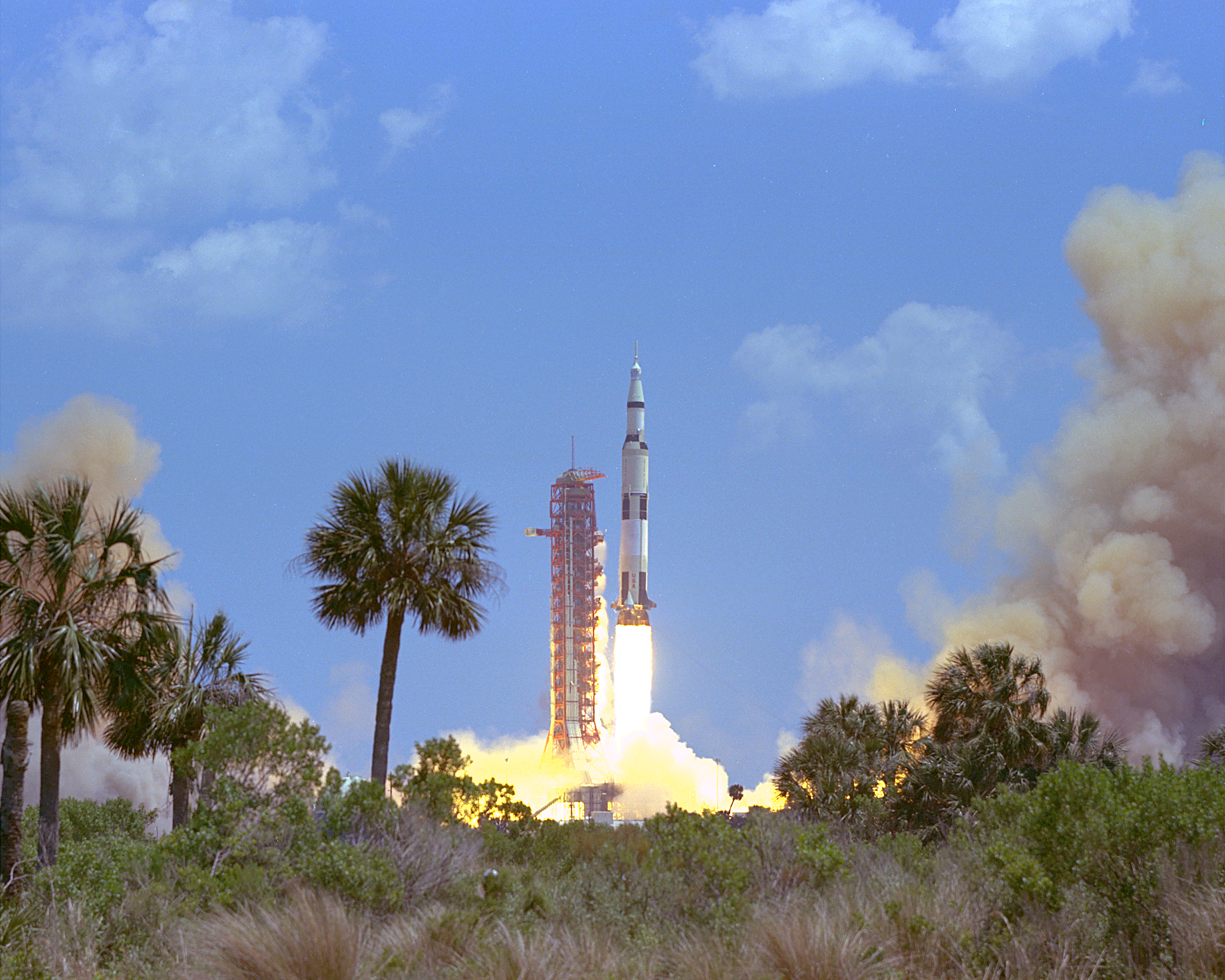
Lancement d'Apollo 16 depuis le Kennedy Space Center le 16 avril 1972

Le lancement d'Apollo 16 est le premier des vols Apollo à ne pas respecter le calendrier prévu. La mission, dont le décollage était planifié le 17 mars, est lancée le 16 avril 1972. Ce report est dû à des anomalies touchant les combinaisons spatiales de l'équipage, le mécanisme de séparation du vaisseau Apollo et les batteries du module lunaire. Au cours des préparatifs de la mission, les ingénieurs se rendent compte que le dispositif pyrotechnique chargé de la séparation du module de commande et du module de service peu avant la rentrée atmosphérique ne produirait peut-être pas assez de pression pour remplir son rôle. Ce problème ajouté à la nécessité de revoir la combinaison spatiale de John Young et des fluctuations de puissance électrique dans le module lunaire conduit la NASA à remplacer le matériel défaillant et repousser le vol. Déjà en janvier 1972, soit trois mois avant la date initiale de lancement, un réservoir de carburant du module de commande avait été endommagé accidentellement. Le lanceur avait dû être ramené au Vehicle Assembly Building. Le réservoir avait été remplacé puis le lanceur avait été ramené sur le pas de tir en février de la même année, à temps pour le lancement alors encore prévu en mars.
Le compte à rebours de la mission démarre le lundi 10 avril 1972 à huit heures trente du matin, soit six jours avant le lancement. À ce stade des préparatifs de la mission, le lanceur tri-étage Saturn V est mis sous tension et les réservoirs d'eau potable du module de commande sont remplis. Au même moment, les membres de l'équipage participent aux derniers entraînements et exercices. Le 11 avril, les astronautes passent un dernier examen médical. Le 15 avril, les réservoirs d'oxygène et d'hydrogène liquides du vaisseau sont remplis tandis que les astronautes prennent un dernier repos avant le lancement.
Le 16 avril 1972 à 17h54 UT (12h54 local), le lanceur Saturn V transportant le vaisseau Apollo 16 s'élance du pas de tir du centre spatial Kennedy en Floride. Le lancement se déroule de manière nominale ; le niveau de vibration ressenti par l'équipage est similaire à celui rapporté par les astronautes des missions précédentes. Les premier et second étages fonctionnent de manière nominale et placent en orbite terrestre le vaisseau Apollo et ses trois membres d'équipage en un peu moins de douze minutes. Après cette première phase de lancement, les astronautes consacrent un peu de temps à s'adapter à la micropesanteur puis se consacrent aux préparatifs qui précèdent l'injection sur la trajectoire qui doit les mener en orbite lunaire. Durant ces vérifications, l'équipage fait face à de multiples problèmes techniques mineurs touchant notamment le système de support de vie et le système de contrôle d'attitude du S-IVB, le troisième étage du lanceur chargé de placer le vaisseau sur la trajectoire Terre-Lune. Ces problèmes sont résolus ou contournés. Après avoir bouclé deux orbites terrestres, le troisième étage est mis à feu pendant un peu plus de cinq minutes, propulsant le vaisseau à la vitesse d'environ 35 000 km/h sur la trajectoire qui doit le conduire à la Lune.
Six minutes après la fin de cette phase propulsée, le module de service et de commande, dans lequel se trouve l'équipage, se sépare de la fusée et s'en éloigne de 15 m avant de se retourner pour récupérer le module lunaire toujours solidaire du S-IVB. Cette manœuvre, dite de transposition, se déroule sans rencontrer de problème,. Après la manœuvre, l'équipage note que des particules de peinture se détachent de la surface du module lunaire en un point où la coque extérieure semble tordue ou froissée. Charlie Duke estime que cinq à dix particules sont produites par seconde. L'équipage pénètre dans le module lunaire à travers le tunnel d'amarrage qui le relie au module de commande et inspecte les systèmes du vaisseau mais n'y constate rien d'anormal. L'équipage place ensuite le vaisseau en mode « barbecue », c'est-à-dire que le vaisseau tourne sur lui-même à une vitesse de trois rotations par heure pour assurer une distribution égale de la chaleur reçue du Soleil par les parois du vaisseau. Ce mode sera conservé durant tout le voyage de transit vers la Lune. Après avoir effectué quelques tâches de maintenance, l'équipage entame sa première période de sommeil, environ quinze heures après le lancement.

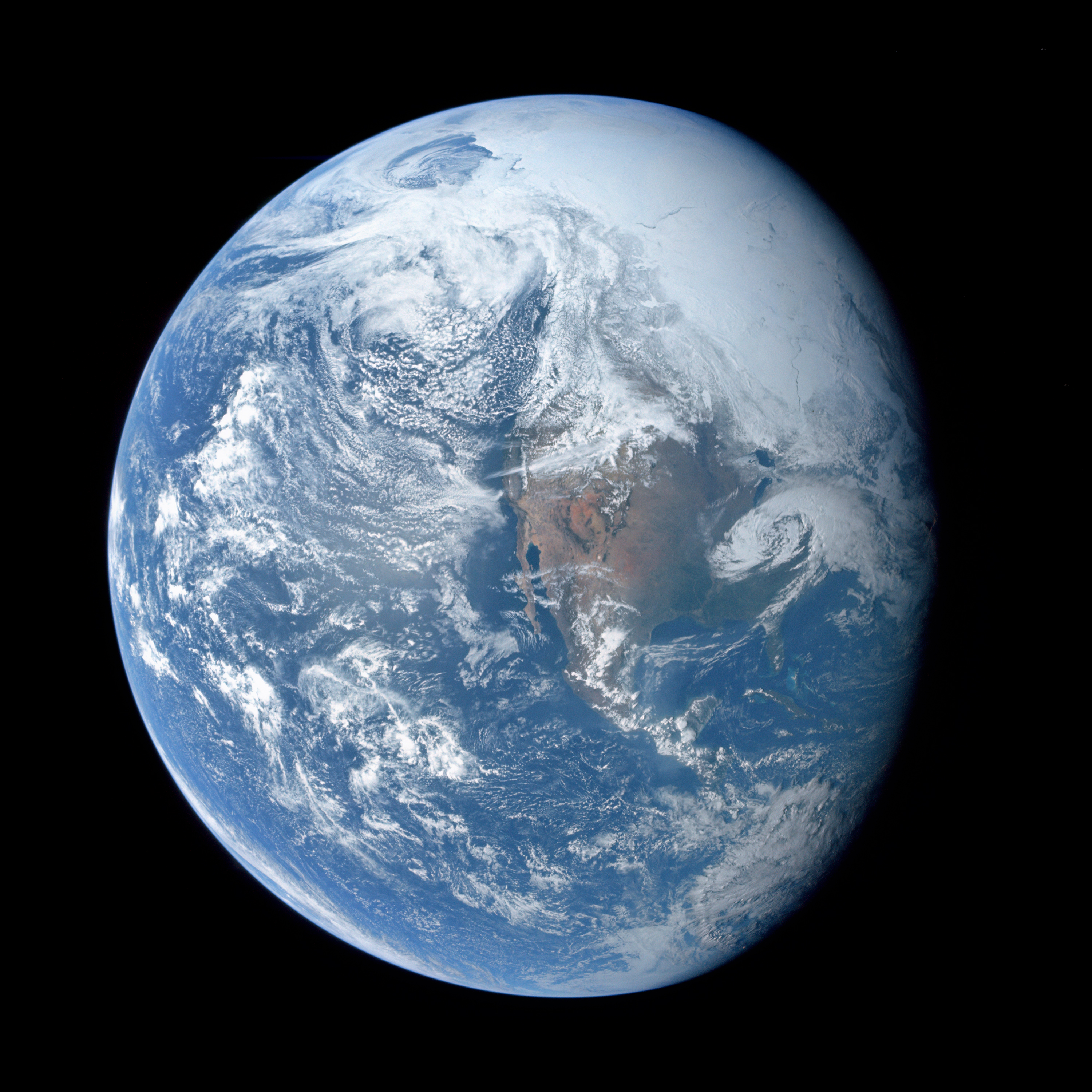
La Terre photographiée par Apollo 16 au cours du transit vers la Lune

Lorsque le contrôle au sol réveille les astronautes au début du deuxième jour de la mission, le vaisseau se trouve à une distance d'environ 181 000 km de la Terre et voyage à une vitesse de 1 622 m/s. L'arrivée en orbite lunaire doit avoir lieu le quatrième jour et les deux journées qui précèdent sont essentiellement consacrées aux préparatifs d'arrivée et à des expériences scientifiques en micropesanteur. Au cours du deuxième jour de vol, l'équipage réalise ainsi une expérience d'électrophorèse, qui avait déjà été réalisée durant la mission Apollo 14 : les astronautes tentent de démontrer la plus grande pureté du processus de migration des particules dans un environnement de micropesanteur. Une partie de la journée est également consacrée à la préparation et à l’exécution d'une petite correction de trajectoire qui se traduit par une poussée de deux secondes effectuée à l'aide de la propulsion principale du module de commande et de service. Plus tard dans la journée, les astronautes pénètrent une deuxième fois dans le module lunaire pour une inspection plus poussée de ses systèmes. L'équipage rapporte alors que des écailles de peinture continuent de se détacher de la peau d'aluminium du module lunaire. Malgré cette anomalie, l'équipage confirme que tous les systèmes à bord du module fonctionnent normalement. Après cette inspection, l'équipage revoit les procédures d'insertion en orbite lunaire. Le pilote du module de commande, Ken Mattingly, signale un blocage de cardan qu'il corrige en réalignant le système de navigation après avoir effectué un relevé de la position de la Lune et du Soleil. Habitué à enlever son alliance pour se laver, il l'égare et celle-ci ne fut pas retrouvée malgré les recherches de l'équipage. À la fin de cette deuxième journée, Apollo 16 se trouve à 260 000 km de la Terre.
Au début de la troisième journée, le vaisseau se trouve à 291 000 km de la Terre. La vitesse du vaisseau baisse régulièrement alors que le vaisseau s'approche de la frontière entre les sphères d'influence gravitationnelle de la Lune et de la Terre. La première partie de la journée est consacrée à des opérations de maintenance ainsi qu'à des rapports au centre de contrôle. L'équipage réalise ensuite une expérience scientifique sur les flashs lumineux (ALFMED), dont l'objectif est de comprendre l'origine de ces phénomènes observés par les astronautes au cours des missions précédentes alors qu'ils se trouvaient dans le noir, yeux fermés ou non. L'hypothèse à confirmer est que les flashs sont produits par l'impact de rayons cosmiques sur la rétine,. Durant la deuxième partie de la journée, John Young et Charlie Duke entrent à nouveau dans le module lunaire pour le mettre sous tension et vérifier ses systèmes tout en réalisant certaines tâches en vue de l’atterrissage sur la Lune. Tous les systèmes du module sont considérés comme opérationnels. Les astronautes enfilent alors leurs combinaisons spatiales pour un dernier entraînement à la procédure d'injection en orbite lunaire. À la fin de la troisième journée de voyage, 59 heures, 19 minutes et 45 secondes après le lancement, le vaisseau se trouve à 330 902 km de distance de la Terre et à 62 636 km de la Lune, le vaisseau recommence à prendre de la vitesse alors qu'il entre dans la sphère d'influence de la Lune.
Après leur réveil au début du quatrième jour de la mission, l'équipage prépare la manœuvre d'insertion en orbite lunaire. Alors que le vaisseau se trouve encore à 20 635 km de la Lune, le panneau qui recouvre la baie du module de service contenant les instruments scientifiques est éjecté. 74 heures après le lancement, le vaisseau Apollo 16 passe derrière la Lune, perdant tout contact radio avec le contrôle au sol. Pendant leur vol au-dessus de la face cachée de la Lune, le moteur du module de commande est mis à feu pour une durée de six minutes et quinze secondes, freinant le vaisseau ce qui le place sur une orbite elliptique dont le périgée est de 108 km et l'apogée de 315,6 km. Cette manœuvre achevée, les trois astronautes préparent le changement d'orbite qui doit abaisser le périgée à 19,8 km d'altitude pour réduire la distance à parcourir par le module lunaire chargé d'atterrir à la surface de la Lune. Le reste de la journée est consacré à l'observation de la Lune et à l'activation du module lunaire en prévision de sa séparation et de son atterrissage le jour suivant.

### Les équipements scientifiques utilisés sur le sol lunaire
L'équipage déploie sur le sol lunaire l'ensemble ALSEP qui doit recueillir des données scientifiques après son départ de la Lune. Il utilise également d'autres instruments scientifiques au cours de ses sorties extravéhiculaires.

#### L'ensemble instrumental ALSEP

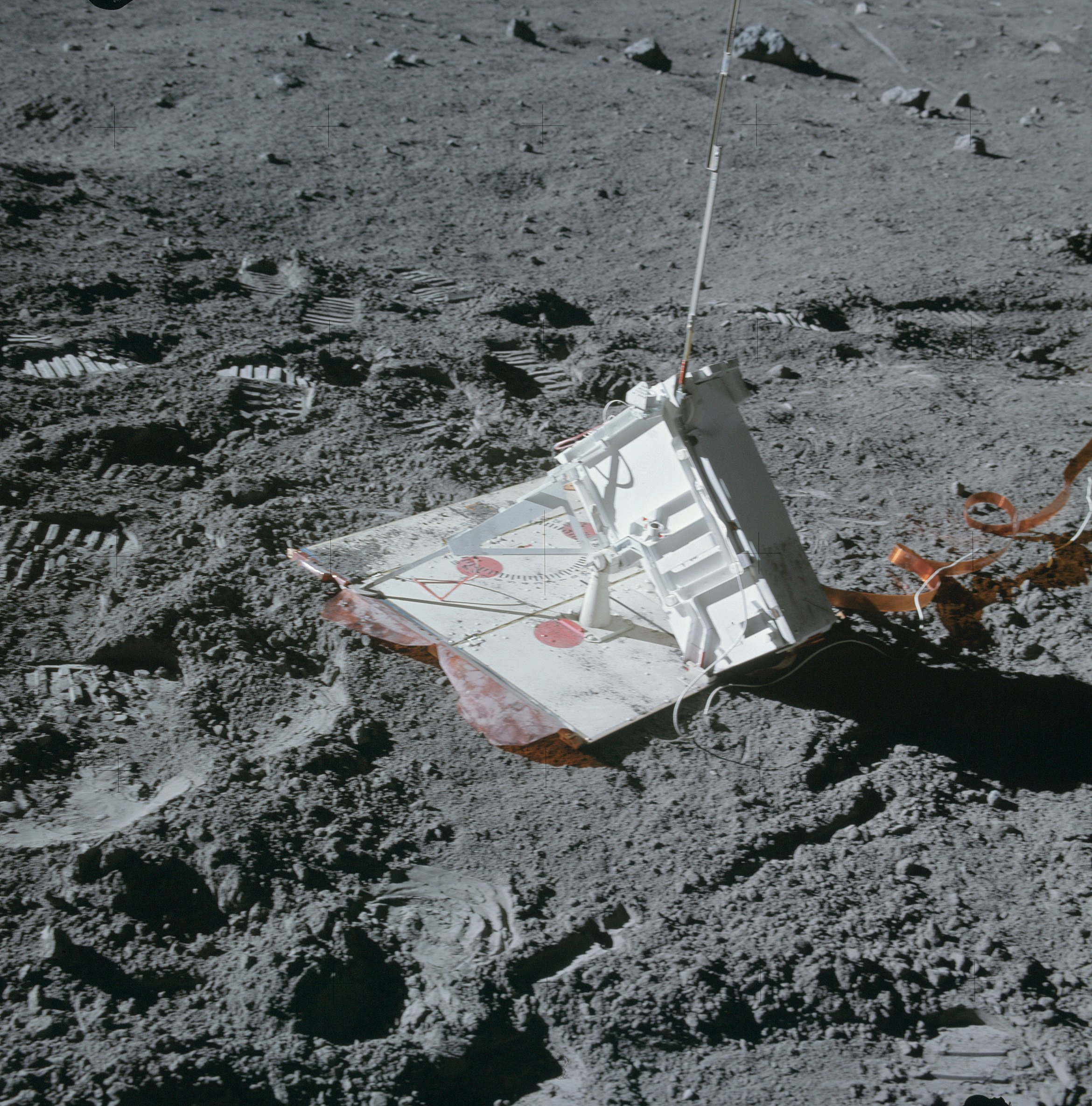
Le mortier du sismomètre actif ASE

Comme les missions lunaires Apollo précédentes, Apollo 16 emporte l'ALSEP (Apollo Lunar Surface Experiments Package), une suite d'instruments scientifiques qui doivent être installés sur le sol lunaire. Disposant d'une source d'énergie et d'un émetteur, ils permettent la collecte et la transmission des données après le départ des astronautes. L'ALSEP embarqué par Apollo 16 comprend quatre instruments :
- le sismomètre passif PSE (Passive Seismic Experiment) mesure l'activité sismique de la Lune. Les données collectées par l'instrument permettent d'obtenir des informations sur les propriétés physiques de la croûte de la Lune et son noyau. Le sismomètre réagit aux séismes naturels de la Lune mais également aux impacts dus à l'activité humaine comme ceux délibérément provoqués du dernier étage de la fusée Saturn V et de l'étage de remontée du module lunaire après qu'ils eurent rempli leur office[47] ;
- le magnétomètre LSM (Lunar Surface Magnetometer) mesure le champ magnétique à la surface de la Lune. Celui-ci est influencé par les particules chargées électriquement qui heurtent la surface de la Lune en étant absorbées par celle-ci ou renvoyées dans l'espace ainsi que par le champ magnétique associé au vent solaire. En mesurant le champ magnétique présent, très faible selon les mesures effectuées par les missions précédentes, on peut en déduire les propriétés électriques de la Lune et indirectement la température interne de l'astre et donc son origine et son histoire[48] ;
- l'instrument de mesure des flux thermiques HFE (Heat Flow Experiment) a déjà été installé lors de la mission Apollo 15. Il mesure les variations thermiques du sous-sol pour déterminer à quel rythme la chaleur interne de la Lune s'évacue vers l'extérieur. Ces mesures doivent permettre d'estimer la radioactivité interne et permettre de comprendre l'évolution thermique de la Lune. L'instrument comporte un boîtier électronique et 2 sondes. Chaque sonde est placée dans un trou de 2,5 mètres de profondeur foré par les astronautes[49] ;
- le sismomètre actif ASE (Active Seismic Experiment) est utilisé pour déterminer la composition du sous-sol lunaire sur plusieurs kilomètres de profondeur en analysant les ondes sismiques générées par des charges explosives. Il comprend plusieurs composants : 3 géophones déployés en ligne par les astronautes à 3,5 mètres, 45,7 mètres et 91,4 mètres de la station central de l'ALSEP, un mortier situé à 15 mètres au nord de la station centrale de l'ALSEP armé avec quatre grenades qui doivent être lancées après le départ des astronautes à des distances échelonnées entre 150 mètres et 1 525 mètres, 15 petites charges explosives placées le long de la ligne des géophones écartées de 4,5 mètres et dont l'explosion est déclenchée durant le séjour des astronautes sur la Lune et enfin une antenne chargée de transmettre un signal aux charges explosives, 8 charges explosives d'une masse comprise entre 50 g et 4 kg[50].

L'énergie, permettant aux instruments de fonctionner, est fournie par un générateur thermoélectrique à radioisotope (RTG) SNAP-27 de 68 Watts : l'électricité est produite par des thermocouples qui utilisent la chaleur dégagée par la radioactivité d'une capsule de plutonium 238. Un boitier central muni d'un émetteur/récepteur radio contrôle l'ensemble des instruments : il reçoit les instructions de la Terre, les transfère aux instruments ainsi que l'énergie fournie par le RTG. Il recueille les données scientifiques transmises par les instruments avant de les envoyer vers la Terre.

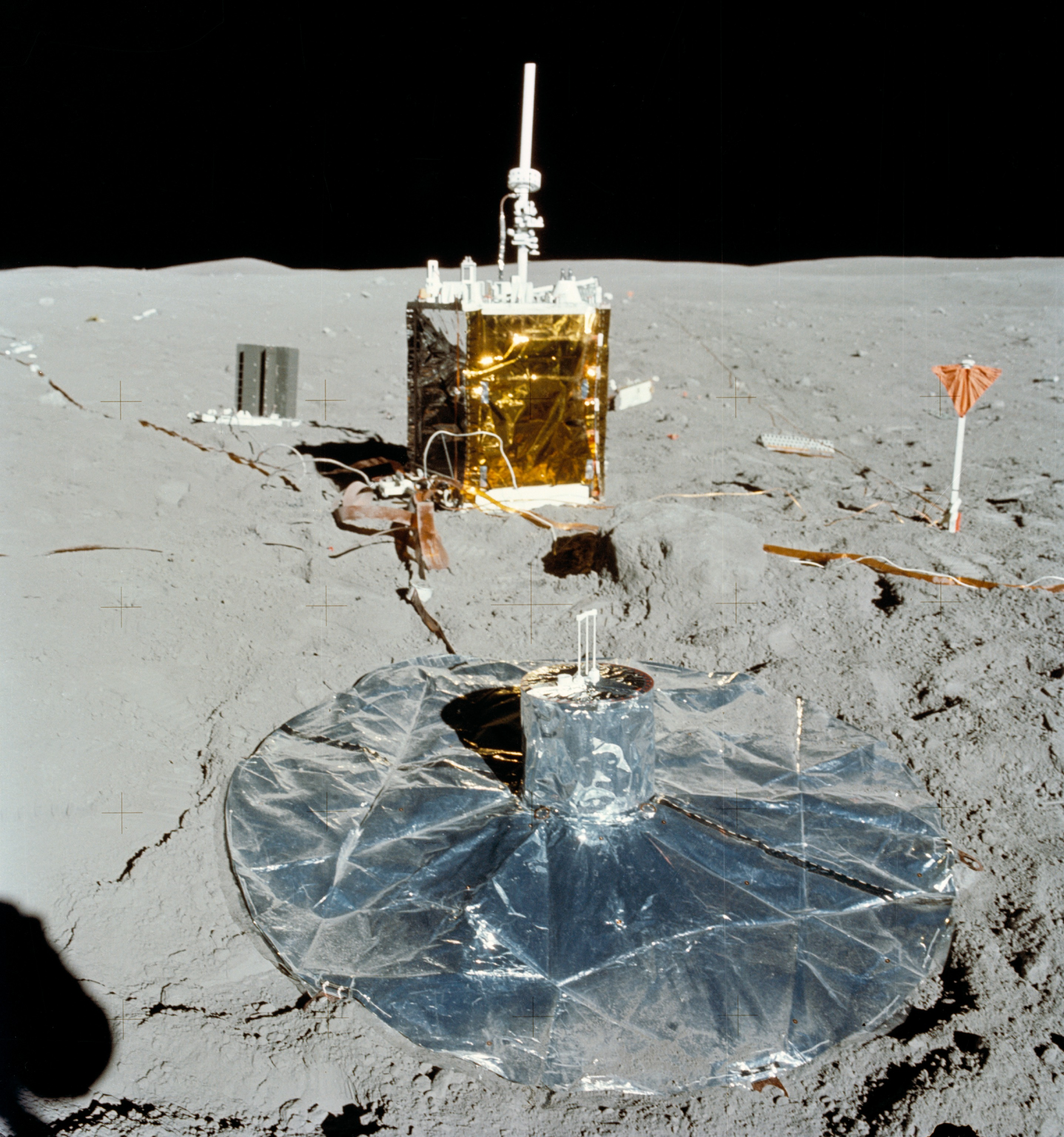
La station centrale de l'ALSEP, le sismomètre passif au premier plan et le RTG sur l'arrière gauche (boitier gris)
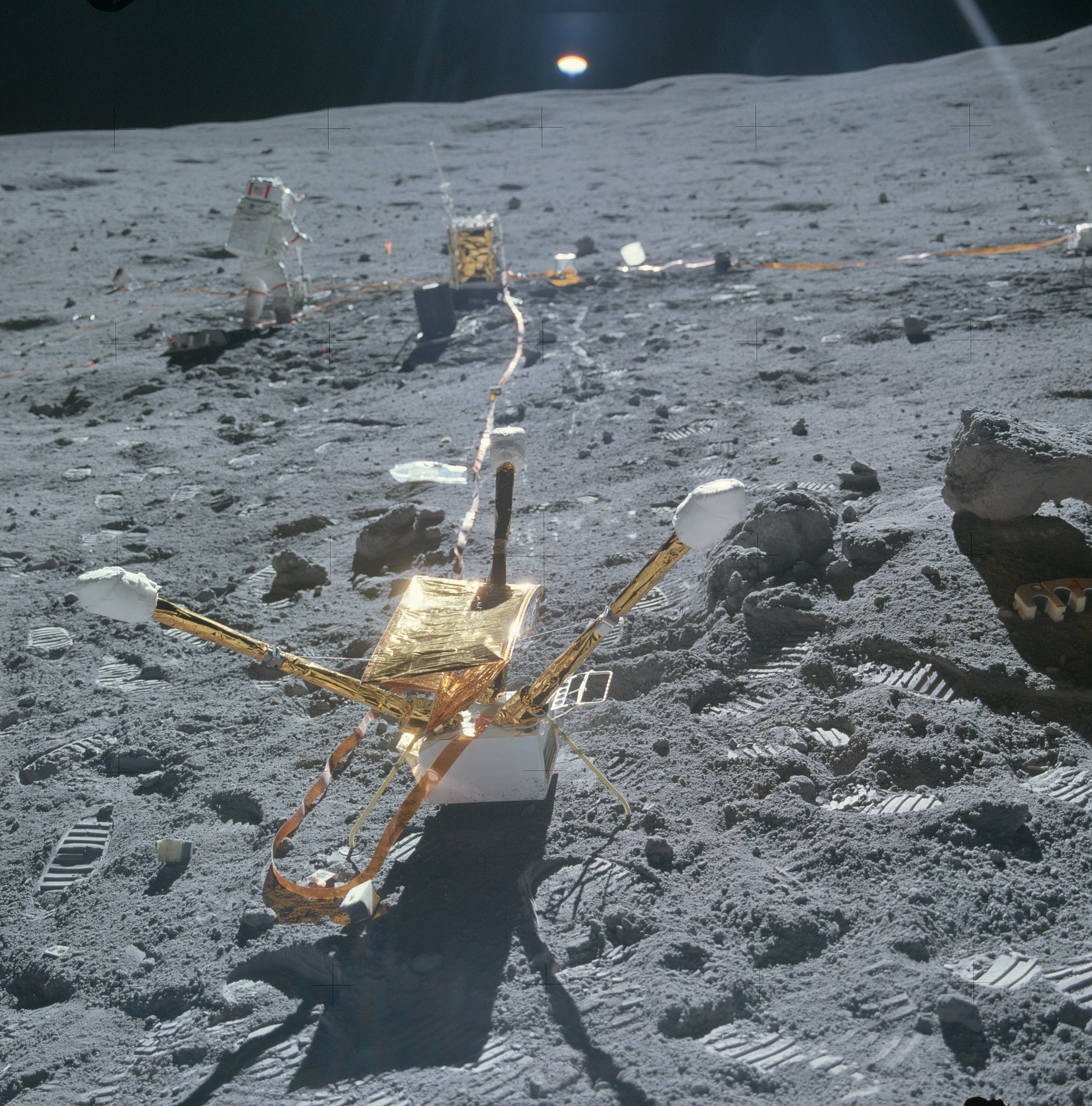
Le magnétomètre
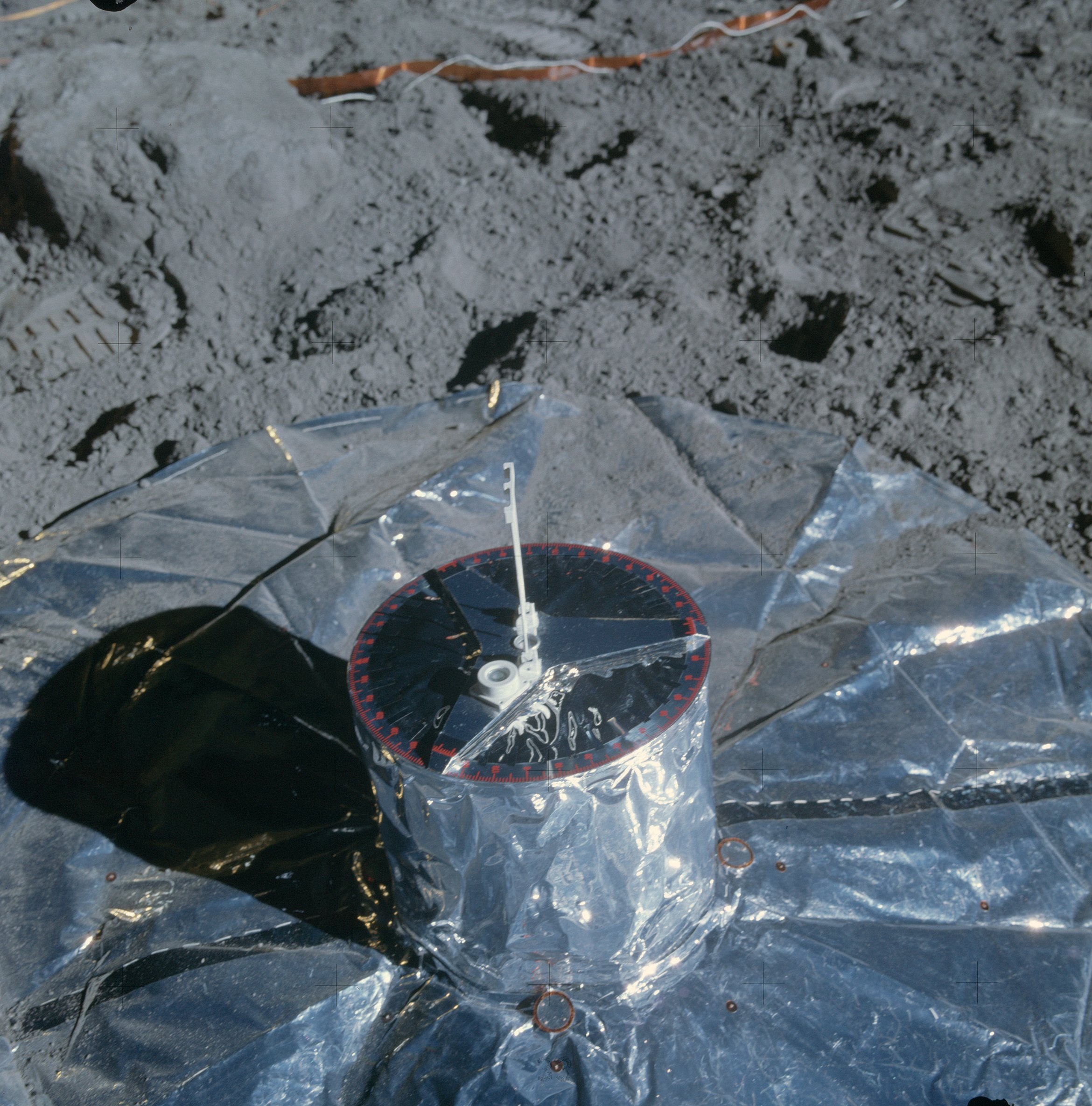
Le sismomètre passif
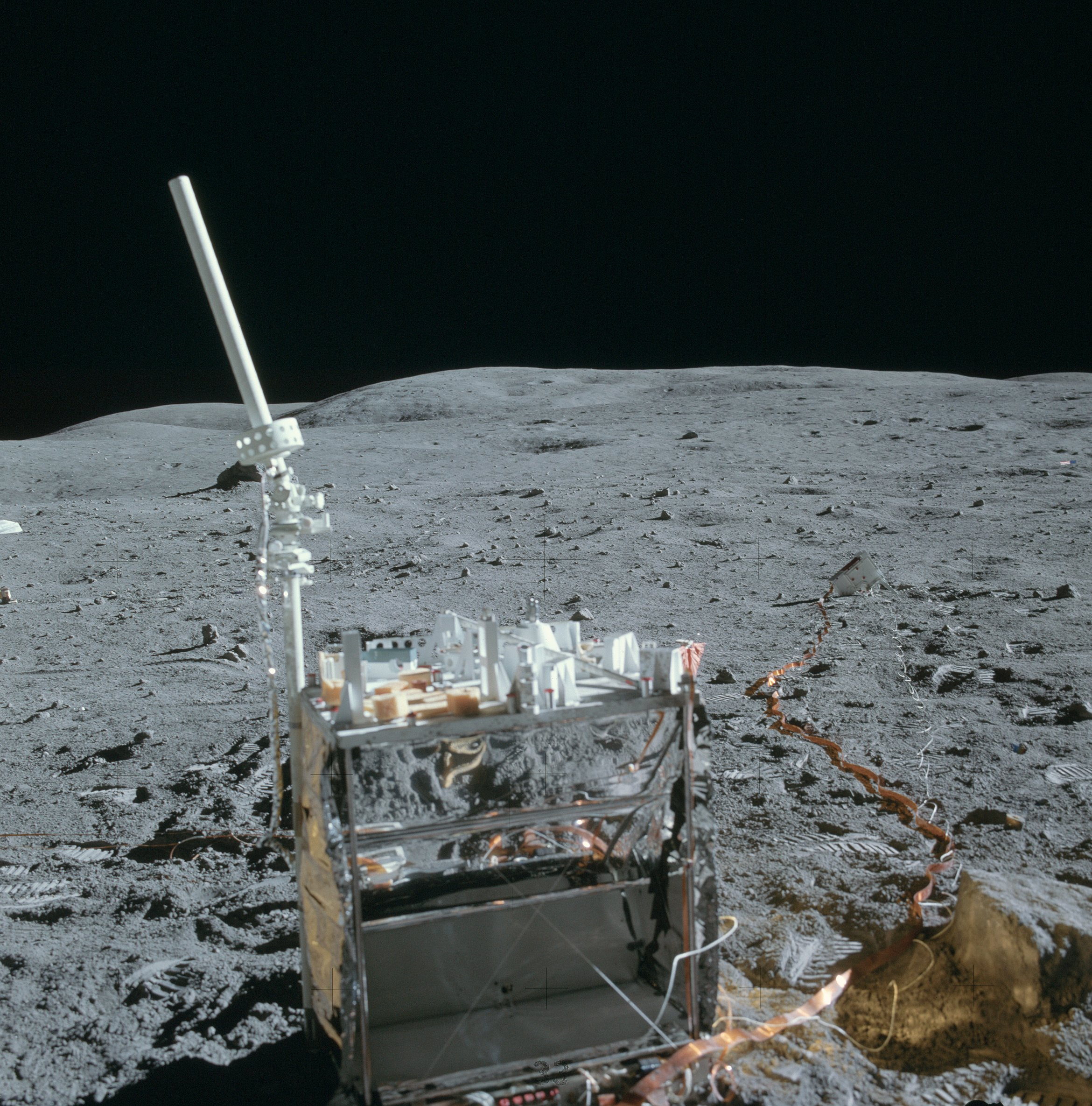
La station centrale de l'ALSEP
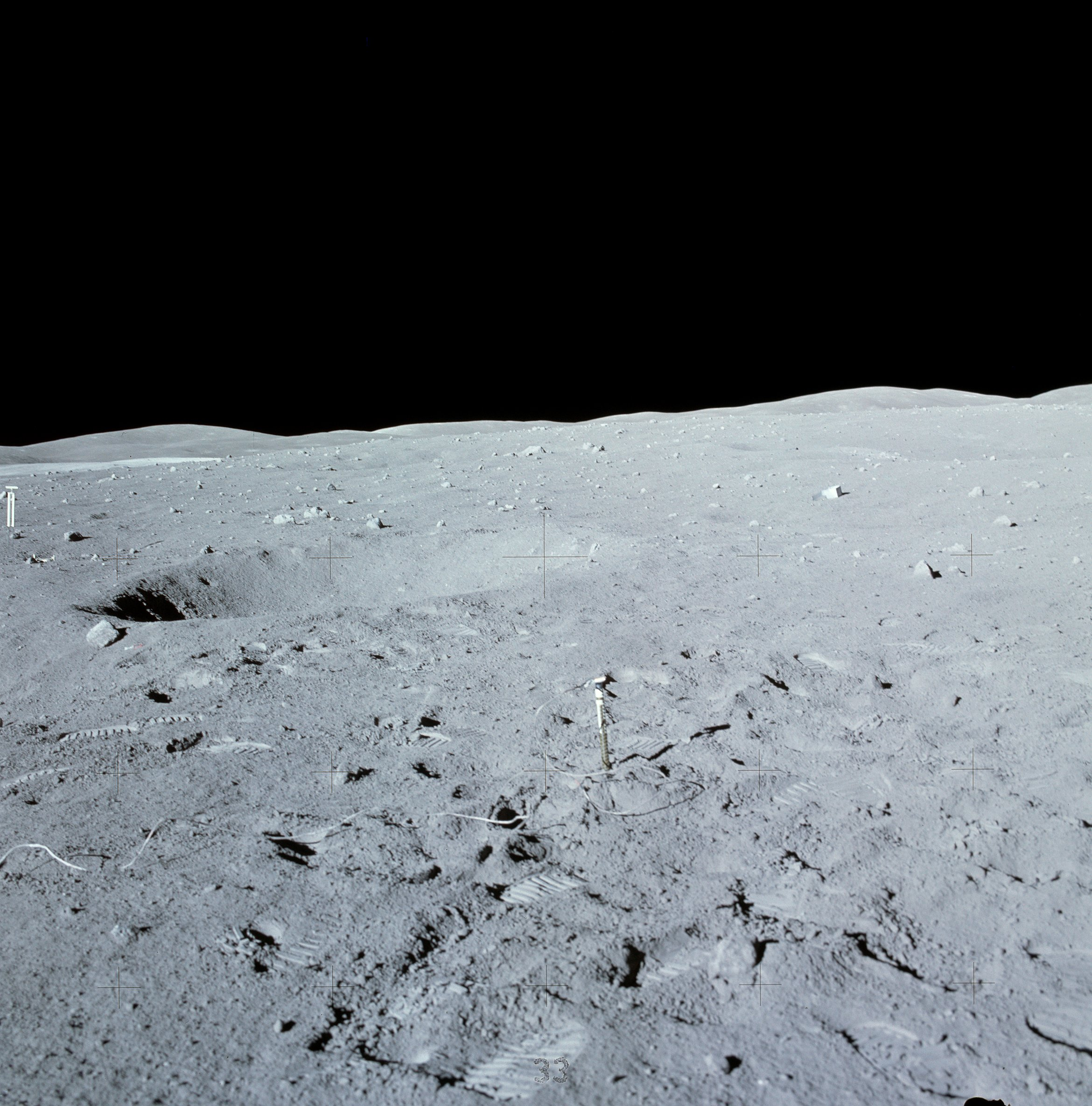
Une sonde de l'instrument de mesure des flux thermiques HFE

#### Les autres expériences scientifiques sur le sol lunaire
Durant leurs sorties extravéhiculaires à la surface de la Lune, les astronautes utilisent d'autres instruments scientifiques qui recueillent des données ponctuellement ou le temps de leur séjour sur le sol lunaire :
- le rover lunaire emporte un magnétomètre portable LPM (Lunar Portable Magnetometer) qui doit permettre de mesurer les variations du champ magnétique lunaire sur les différents sites étudiés au cours des excursions des astronautes. Cet instrument, qui a déjà été utilisé par la mission Apollo 14, permet de mesurer la position, la force et les dimensions du champ magnétique ainsi que la structure interne locale. Le capteur, qui est relié au boitier principal de l'instrument par un câble de 15,2 mètres, est porté à au moins 14 mètres du véhicule par un des astronautes puis les mesures sont lues sur un cadran et transmises par radio au centre de contrôle sur Terre[52] ;
- la caméra spectroscope en ultraviolet lointain (Far Ultraviolet Camera/ Spectroscope) a pour objectif de mesurer les concentrations d'hydrogène dans l'espace interplanétaire, interstellaire et intergalactique en fournissant à la fois des informations spectrographiques et photographiques dans l'ultraviolet lointain. Les mesures des sources spatiales d'hydrogène effectuées par des télescopes spatiaux orbitant autour de la Terre n'ont pas abouti du fait de l'effet de masque produit par le phénomène de couronne entourant la Terre. L'instrument comprend une caméra dotée d'un objectif de 75 mm avec une cathode en bromure de potassium et un film 35 mm. La caméra est placée sur un trépied à l'ombre du module lunaire et est pointée par les astronautes vers des objectifs spécifiques au cours de leurs sorties à la surface de la Lune. La cassette de la caméra est récupérée par l'équipage à la fin de la dernière sortie[53] ;
- l'expérience de mesure de composition du vent solaire SWC (Solar Wind Composition Experiment) a pour objectif de mesurer la composition du vent solaire en gaz rares et les isotopes présents. L'instrument qui a été utilisé à chacune des missions est constitué d'une feuille de platine et d'aluminium de 0,37 m2 qui est déployée de manière à être perpendiculaire au vent solaire. Les particules du vent solaire sont capturées dans l'épaisseur de la feuille. À la fin de la dernière sortie, la feuille est récupérée pour être analysée sur Terre[54] ;
- le détecteur de rayons cosmiques (Cosmic Ray Detector) destiné à mesurer la charge électrique, la masse et l'énergie des particules du vent solaire (0,5- 10 keV/nucléon) et des rayons cosmiques (0,2  à   200 MeV). Les quatre panneaux qui composent le détecteur ont des caractéristiques différentes pour pouvoir effectuer des mesures de phénomènes complémentaires. Ils sont récupérés par les astronautes à l'issue de la dernière sortie et ramenés sur Terre [55] ;
- les observations des astronautes et les photographies prises durant les sorties extravéhiculaires doivent contribuer à déterminer les caractéristiques mécaniques et physiques du sol lunaire à proximité de la zone d'atterrissage du module lunaire. Un pénétromètre long de 76 cm comportant un tambour enregistrant l'effort effectué par l'astronaute pour l'enfoncer est utilisé au cours des sorties[56].

### La descente sur le sol lunaire

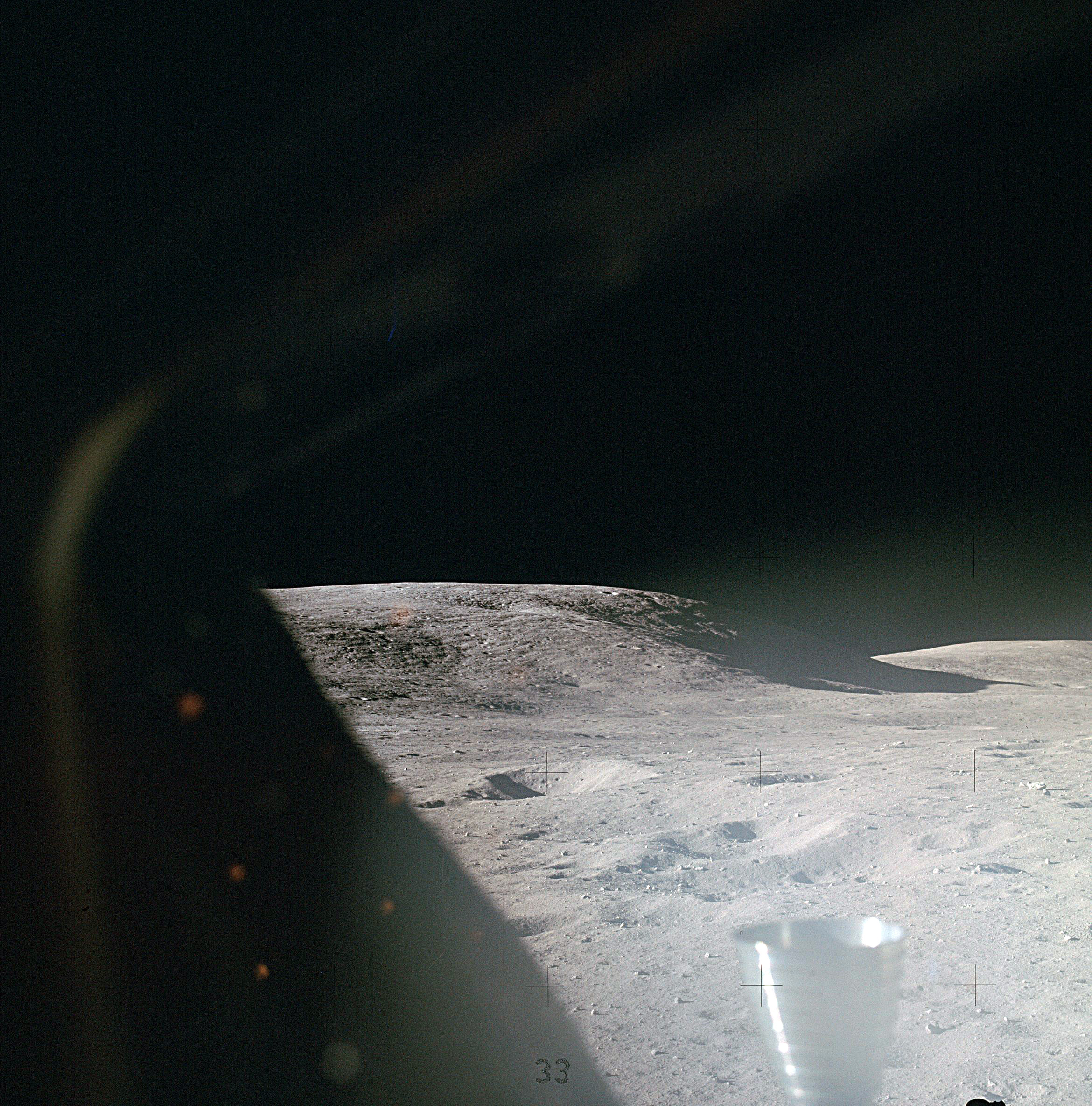
La surface de la Lune autour du LM peu après l'atterrissage d'Apollo 16

Au début du cinquième jour de mission, les trois astronautes, qui ont été réveillés par le centre de contrôle à Houston, préparent l'activation du module lunaire et son désamarrage. Le bras télescopique sur lequel est fixé le spectromètre de masse et qui est fixé sur le flanc de la baie scientifique du module de commande et de service reste coincé en position semi-rétractée. Il est décidé de faire inspecter le mécanisme fautif par Young et Duke depuis le module lunaire. Les deux astronautes pénètrent dans celui-ci pour l'activer et vérifier l'ensemble de ses systèmes. Bien que débutées avec quarante minutes en avance, ces tâches ne sont achevées qu'avec dix minutes d'avance. À l'issue de ces vérifications, Young et Duke à bord d'Orion (nom de baptême retenu pour les échanges radio) se séparent du module de commande (baptisé Casper) 96 heures, 13 minutes et 13 secondes après le début de la mission. Au cours de l'orbite suivante, Mattingly effectue les préparatifs pour la manœuvre de circularisation de l'orbite de Casper tandis qu'Young et Duke préparent la descente d'Orion vers la surface de la Lune. Au cours de ses vérifications, Mattingly détecte une anomalie (des oscillations) dans le système utilisé en secours qui permet d'orienter le propulseur principal. C'est une anomalie majeure et les règles de mission indiquent que, dans un tel cas, la mission doit être interrompue et que Orion doit revenir s'amarrer à Casper si le contrôle au sol décide d'utiliser le moteur de descente du module lunaire pour entamer le retour vers la Terre (dans la perspective où la propulsion principale du module de Commande et de Service serait défaillante). Informé, l'équipage d'Orion reporte la descente vers le sol lunaire tandis que les contrôleurs au sol analysent durant plusieurs heures la situation avant de conclure que l'anomalie peut être contournée et que l’atterrissage peut donc avoir lieu. En raison de ce problème, la descente vers la Lune débute avec environ six heures de retard. Une autre conséquence est que l'altitude du module lunaire au début de descente est d'environ 20 km, beaucoup plus importante que prévu, la plus importante de toutes les missions lunaires ayant déjà eu lieu. À 4 km d'altitude, Young parvient à identifier le site d’atterrissage. La baisse de la poussée du moteur du module lunaire intervient à l'heure prévue et le changement d'orientation qui précède la phase finale de l'atterrissage intervient à une altitude de 2 200 m. Le module lunaire Orion atterrit sur le sol lunaire le 21 avril à 2 h 23 min 35 s UTC et 104 heures, 29 minutes et 35 secondes après son lancement. La précision est remarquable, le module se trouve à 270 m au nord et 60 m à l'est du point visé,.
Après l'atterrissage, les deux astronautes éteignent certains systèmes du module lunaire pour économiser les batteries. Young et Duke reconfigurent ensuite le module pour son séjour de trois jours sur le sol lunaire, retirent leurs combinaisons spatiales et font des premières observations géologiques du site d'atterrissage à travers les hublots. Ils prennent leur premier repas lunaire puis préparent l'habitacle pour leur première période de sommeil sur la Lune,. Le retard accumulé avant l’atterrissage entraine des modifications dans le planning des opérations suivantes. Il est prévu à l'issue du séjour en surface que la mission Apollo 16 séjourne en orbite un jour de moins que prévu pour pouvoir faire face à des impondérables et conserver des marges de sécurité au niveau des consommables. Pour accroître le temps de sommeil de l'équipage, la troisième et dernière sortie sur le sol lunaire est réduite de sept à cinq heures.
| Temps écoulé | Date (UTC)   | Événement                                     | Durée sortie | Distance (rover) | Roches lunaires |
| ------------ | ------------ | --------------------------------------------- | ------------ | ---------------- | --------------- |
| 00h00        | 16/4 à 17h54 | Décollage du centre spatial Kennedy           |              |                  |                 |
| 104h30       | 21/4 à 2h23  | Atterrissage sur la Lune                      |              |                  |                 |
| 118h54       | 21/4 à 16h47 | Début de la première sortie extravéhiculaire  | 7h11         | 4,2 km           | 29,9 kg         |
| 142h40       | 22/4 à 16h33 | Début de la seconde sortie extravéhiculaire   | 7h23         | 11,3 km          | 29 kg           |
| 165h31       | 23/4 à 15h25 | Début de la troisième sortie extravéhiculaire | 5h40         | 11,4 km          | 35,4 kg         |
| 175h32       | 24/4 à 1h25  | Décollage de la Lune                          |              |                  |                 |

### Première sortie extravéhiculaire

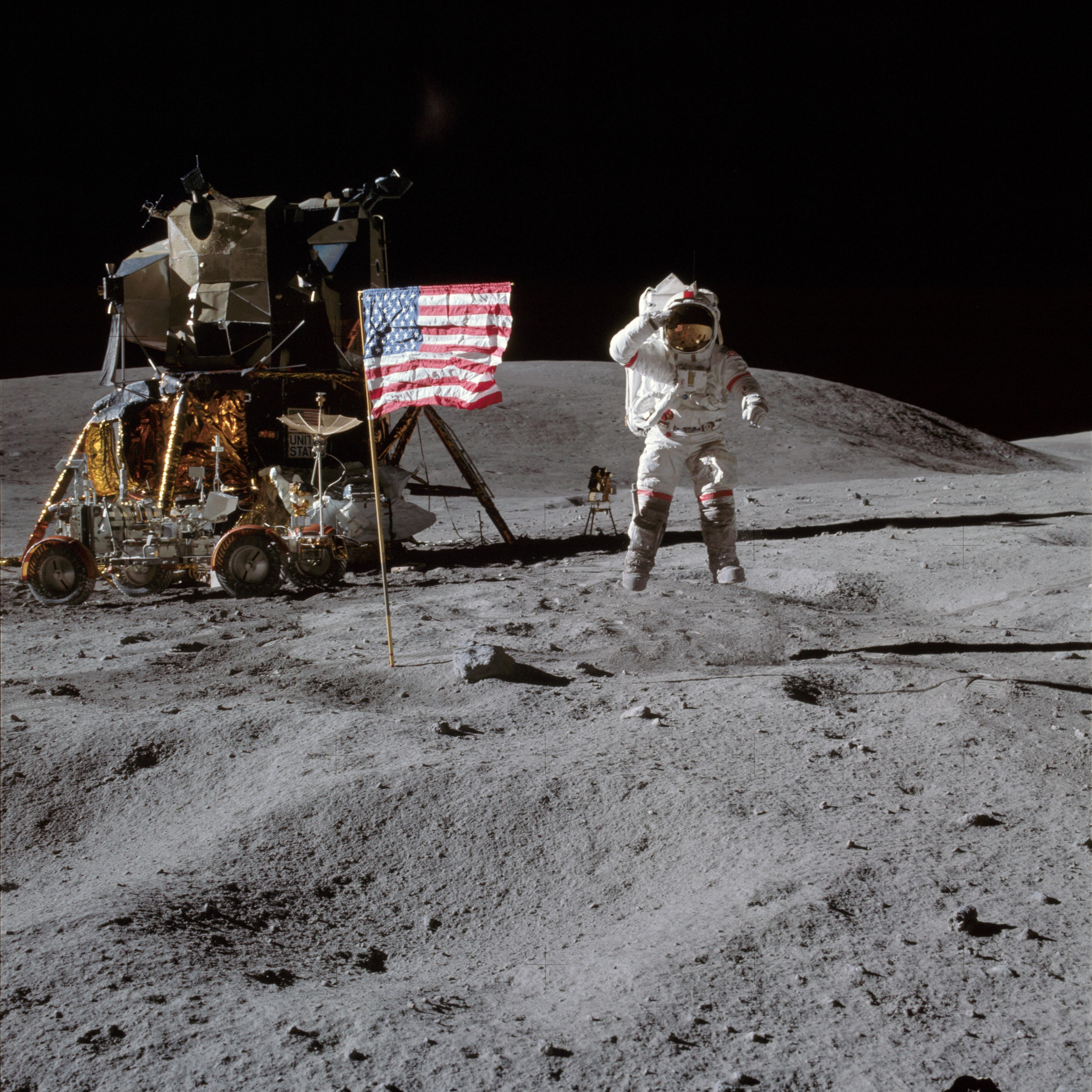
John Young salue le drapeau américain devant le module lunaire.

Le lendemain matin, les deux astronautes prennent leur petit déjeuner avant de préparer leur première sortie extravéhiculaire,. Les deux astronautes enfilent leurs combinaisons lunaires et dépressurisent le module. John Young franchit l'écoutille en premier et s'arrête sur le porche (une petite plateforme située immédiatement à la sortie de l'écoutille) pour récupérer un sac plein de déchets que lui tend son coéquipier et qu'il doit déposer sur le sol. Young descend ensuite sur le sol le sac ETB (Equipment Transfer Bag) contenant des équipements qui seront utilisés durant les excursions sur le sol. Puis il descend l'échelle et devient le neuvième homme à fouler le sol lunaire. Lors de ses premiers pas, sa première phrase est : « Te voici mystérieux et inconnu Descartes. Haut plateau. Apollo 16 va changer ton image. ». Charles Duke rejoint rapidement son collègue et s'exclame : « Fantastique ! Oh, ce premier pas sur la surface de la Lune est super Tony ! ». Les deux astronautes commencent alors leur première tâche qui consiste à décharger le module lunaire. Ils en extraient le rover lunaire et d'autres équipements pour de futures expériences. Le déchargement se passe sans problème mais en testant le fonctionnement du rover lunaire, les astronautes constatent que le système de direction du train arrière ne fonctionne pas correctement. Le contrôle de mission est prévenu puis les astronautes installent la caméra et plantent le drapeau américain. Young et Duke doivent ensuite installer l'ALSEP. En manœuvrant le rover, qui sert de support à la caméra pour qu'elle puisse filmer le montage des instruments, les astronautes constatent que la direction fonctionne à nouveau de manière inattendue. Durant la mise en place de l'instrument de mesure des flux thermiques, une expérience qui avait été embarquée dans la mission avortée Apollo 13 et n'avait pas fonctionné lors de la mission Apollo 15, Young se prend le pied dans un câble électronique de l'instrument le mettant hors service. Une fois le déploiement de l'ALSEP achevé, Young et Duke récoltent des échantillons de roches à proximité. Il s'est écoulé quatre heures depuis le début de la sortie lorsque les deux hommes se dirigent à bord du rover vers les cratères « Plum » (prune) de 36 m de diamètre et « Flag » (drapeau) de 290 m de diamètre pour poursuivre leurs travaux géologiques. C'est là, à 1,4 km du module lunaire que les deux astronautes collectent des échantillons qui proviennent, selon les hypothèses des scientifiques, de la couche supérieure de régolithe recouvrant la formation de Cayley. Young récupère sur ce site, à la demande du contrôle au sol, la plus large roche ramenée de la Lune par une mission Apollo. Il s'agit d'une brèche qui est surnommée « Big Muley » en l'honneur du directeur scientifique de la mission Bill Muehlberger,. L'arrêt suivant des astronautes est effectué devant le cratère « Buster » à environ 1,6 km du LM. Duke prend depuis ce site des photos de « Stone Mountain » (la montagne de pierre) et de « South Ray Crater » (le cratère du rayon sud) tandis qu'Young déploie une expérience de mesure du champ magnétique. C'est à ce moment que les scientifiques commencent à remettre en cause leur hypothèse selon laquelle le massif de Descartes est d'origine volcanique, car les astronautes n'ont trouvé jusque-là aucune roche reflétant une activité volcanique. Une fois remonté dans le rover, Young fait une démonstration de conduite qui est filmée par Duke, avec une caméra 16 mm. Après avoir réalisé plusieurs opérations sur les instruments de l'ALSEP, les deux astronautes retournent dans le module lunaire mettant fin à leur première sortie extravéhiculaire qui aura duré 7 heures, 6 minutes et 56 secondes. Une fois à l'intérieur du module, les astronautes le pressurisent puis effectuent un débriefing avec les scientifiques avant d'entamer une nuit de repos,,.

### Deuxième sortie

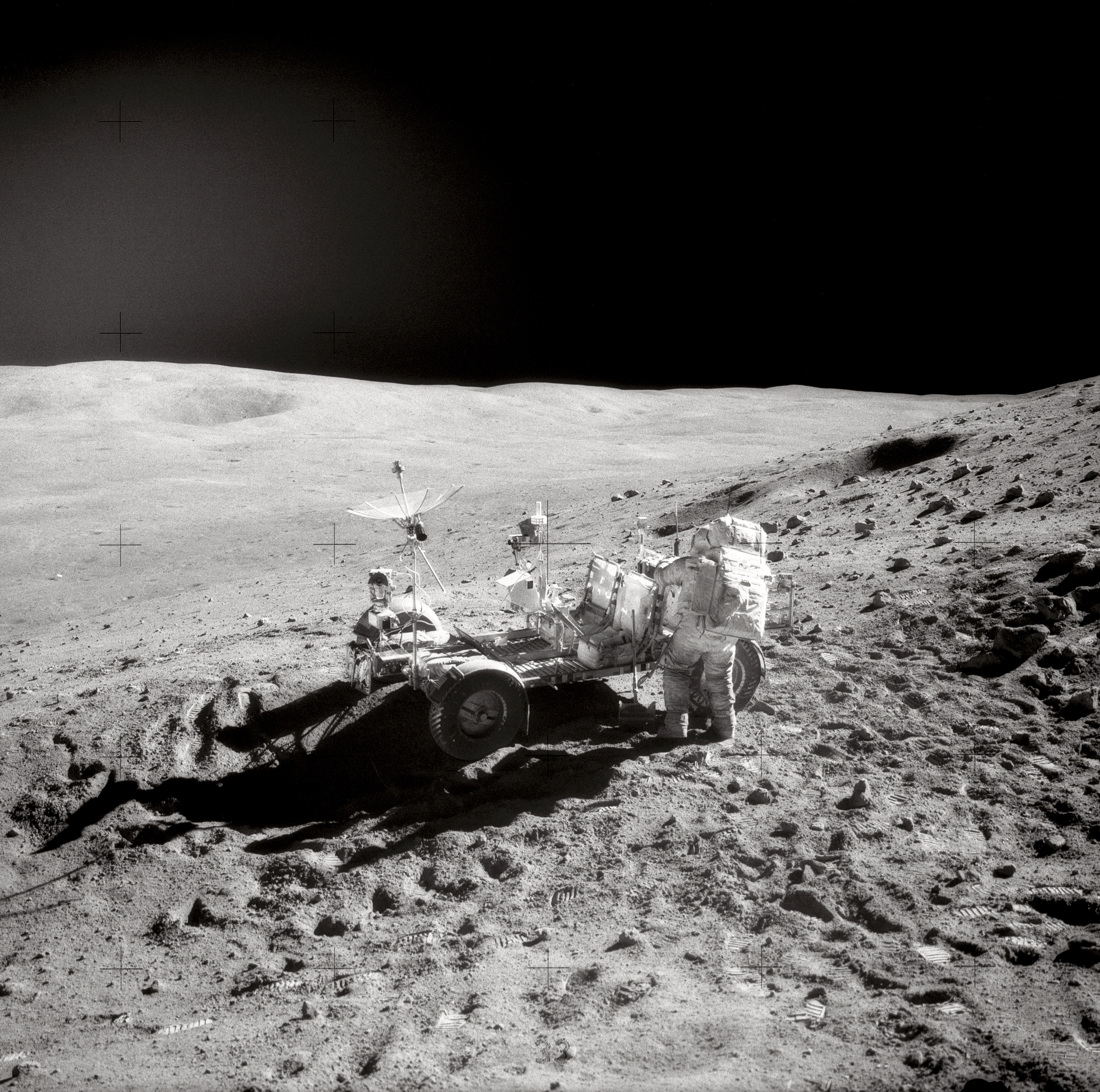
Vue du flanc de « Stone Mountain » (la montagne de pierre)

Peu après leur réveil, Young et Duke discutent avec le contrôle au sol de la planification de la journée,. Le premier objectif de la deuxième sortie extravéhiculaire est un ensemble de cinq cratères baptisé « Cinco », situés sur le flanc de « Stone Mountain » (la montagne de pierre) qui présente à cet endroit une pente de 20°. Après les préparatifs habituels, les astronautes utilisent le rover pour atteindre leur objectif situé à 3,8 km de distance de la zone d'atterrissage. Les deux astronautes dominent de 152 m la vallée dans laquelle ils ont atterri, le plus haut point atteint par rapport au module lunaire lors d'une mission Apollo. Après avoir apprécié le panorama que Duke décrit comme « spectaculaire », les astronautes collectent des échantillons de roches aux alentours. Après avoir passé 54 minutes sur la pente, Young et Duke remontent à bord du rover pour se diriger vers la station cinq, un cratère de 20 m de diamètre. Les scientifiques espèrent que les astronautes pourront trouver à cet endroit des matériaux non contaminés par les retombées de l'impact du cratère « South Ray ». D'après le géologue Don Wilhelms, les astronautes devaient trouver à cet endroit des échantillons qui « proviennent certainement de Descartes » . Le site suivant, la station 6, est un cratère de dix mètres de diamètre encombré de rochers où les astronautes estiment avoir récupéré des échantillons provenant du massif « Cayley » car le sol est plus ferme à cet endroit. Pour gagner du temps sur le planning, les astronautes ne s'arrêtent pas comme prévu à la station 7 mais retournent à la base de la « Stone Mountain » où ils récupèrent des éjectas du cratère « South Ray » durant environ une heure. Les roches collectées sont principalement des brèches et des petites pierres cristallines comportant de grandes quantités de plagioclase. L'arrêt suivant, la station neuf, se situe au niveau d'une zone baptisée « Vacant Lot » (Lopin abandonné) qui ne devrait pas avoir été contaminée par les éjectas de « South Ray », Young et Duke passent une quarantaine de minutes à récolter des échantillons de roches. Vingt-cinq minutes après avoir quitté cette zone, ils s’arrêtent pour la dernière halte de la sortie, située à mi-chemin entre l'ALSEP et le module lunaire. À cet endroit, ils prélèvent une carotte du sol puis effectuent plusieurs tests avec un pénétromètre sur une ligne s'étendant sur 50 mètres à l'est de l'ALSEP. À la demande des astronautes, la sortie est prolongée de dix minutes. De retour au module lunaire, les astronautes montent à son bord et pressurisent le module, mettant fin à une sortie de 7 heures, 23 minutes et 26 secondes, établissant un record de durée de sortie qui bat celui établi par Apollo 15,. Après un repas, les astronautes procèdent à un débriefing sur les activités du jour avec le contrôle au sol et disposent le LM dans la configuration de repos pour leur période sommeil.

### Troisième sortie

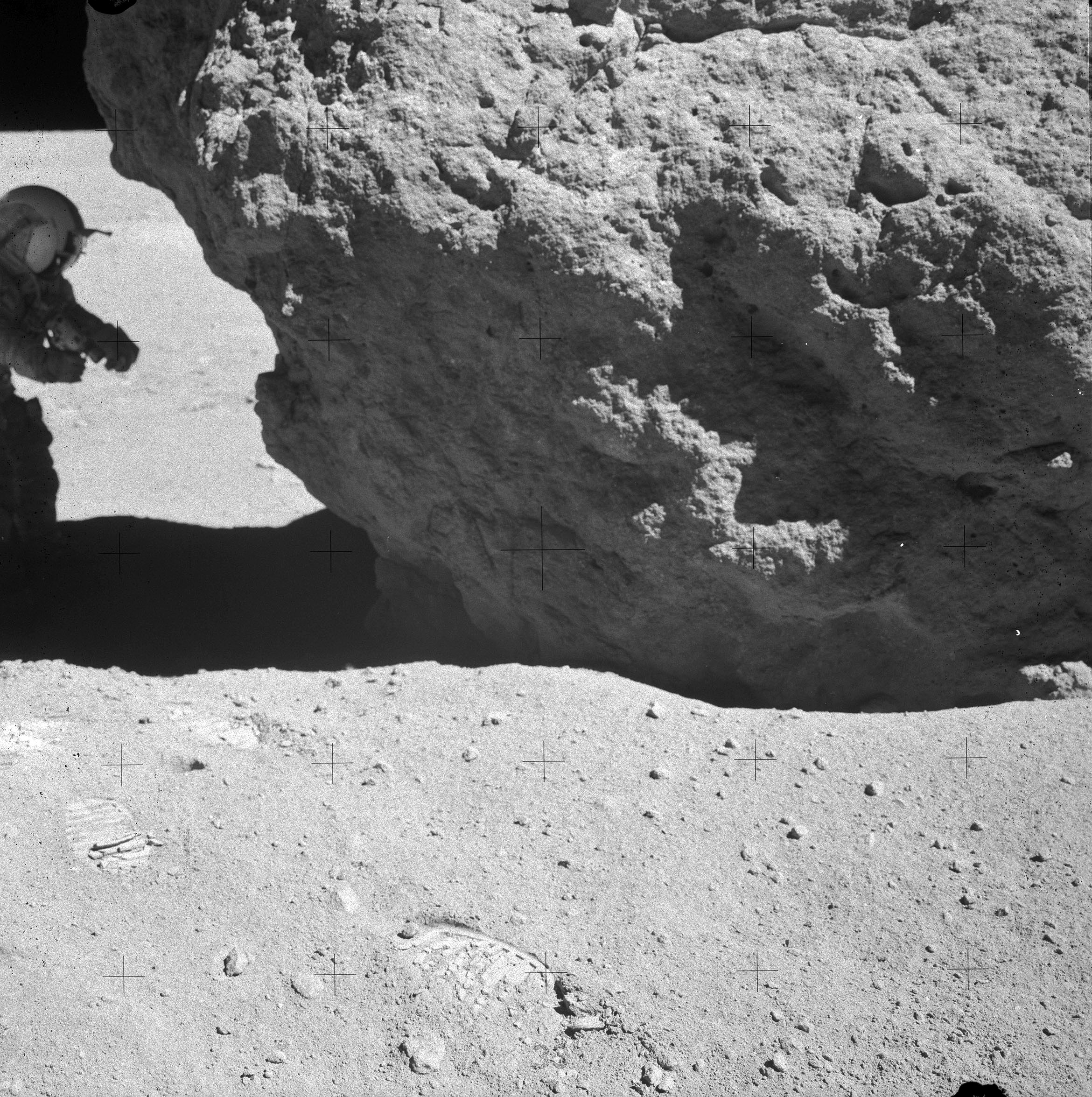
Charles Duke dans l'ombre de Shadow Rock.

Au cours de ce septième jour de la mission, Young et Duke doivent réaliser leur dernière sortie sur la surface de la Lune puis redécoller pour rejoindre le module de Commande et de Service en orbite. Le premier objectif de la sortie est le cratère « North Ray » (rayon nord), le plus grand cratère visité par une mission Apollo. Les deux astronautes qui ont embarqué dans le rover s'éloignent d'abord du Lem de 0,8 km avant de modifier leur trajectoire et rouler 1,4 km. Les deux astronautes sont moins secoués que les jours précédents car les cratères qui parsèment cette zone sont de plus petite taille et il y a moins de roches éparpillées sur le sol. Cependant, les blocs rocheux rencontrés deviennent de plus en plus massifs et nombreux à mesure qu'ils se rapprochent de leur destination. Lorsqu'ils parviennent à la bordure du cratère, ils se trouvent à 4,4 km du module lunaire. Ils prennent des photos du cratère de 1 000 m de diamètre et de 230 m de profondeur. Young et Duke étudient un rocher énorme, plus grand qu'un immeuble de quatre étages, qu'ils baptisent « House Rock » (le rocher-maison). Les échantillons de roche collectés issus de ce rocher apportent la preuve finale que la zone n'est pas d'origine volcanique. « House Rock » présente à sa surface de nombreuses aspérités ressemblant à des impacts de balles mais qui sont en réalité des impacts de micrométéorites. Après 1 heure et 

Commandant John Young posant près du Rover Lunaire vers la fin de la troisième sortie.

22 minutes sur place, les astronautes se dirigent vers leur troisième arrêt de la journée, pour étudier un autre rocher de grande taille se trouvant à environ 0,5 km au nord de « North Ray ». Durant la traversée, ils établissent un nouveau record de vitesse sur la Lune, se déplaçant en moyenne à 
17,1 km/h en descente. Ils arrivent à ce rocher de 3 m de hauteur qu'ils baptisent « Shadow Rock » (le rocher de l'ombre). Ils collectent des roches ainsi que des échantillons du sol se trouvant perpétuellement à l'ombre. Pendant ce temps, Mattingly prépare le module de commande en prévision de la remontée des deux astronautes qui doit avoir lieu six heures plus tard. Après trois heures et six minutes de sortie, Young et Duke sont de retour au module lunaire où ils achèvent de réaliser différentes expériences et déchargent le rover de ses échantillons. Duke dépose sur le sol lunaire une photographie de sa famille et une médaille commémorative de l'Armée de l'Air américaine à faible distance du module lunaire. Young gare le rover à 90 m du module sur un point baptisé « point VIP », pour permettre à la caméra du rover contrôlée à distance par Houston, de filmer le décollage du module lunaire. Young et Duke rentrent alors dans le module après cinq heures et quarante minutes de sortie. Après avoir pressurisé le module lunaire, l'équipage se prépare au décollage.

### Retour vers la Terre

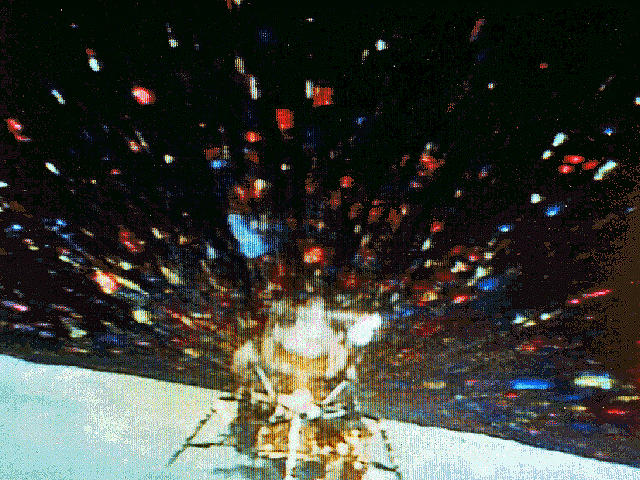
Décollage du module de remontée du module lunaire d'Apollo 16.

Huit minutes avant l'heure prévue pour le décollage du sol lunaire, James Irwin, chargé des communications avec l'équipage au centre de contrôle de Houston, informe Young et Duke que le contrôle au sol donne son feu vert. Deux minutes avant le lancement, les astronautes arment le système de mise à feu du moteur de l'étage de remontée ainsi que le système d'annulation d'urgence. Ils attendent alors le déclenchement automatique de l'allumage du moteur de remontée. Juste avant celui-ci, des boulons explosifs séparent l'étage de remontée de l'étage de descente et les connexions électriques sont coupées par un système de guillotine. Six minutes après le décollage, le module lunaire qui a accéléré à une vitesse d'environ 5 000 km/h, s'insère sur l'orbite lunaire visée,. Les deux astronautes effectuent alors la manœuvre de rendez-vous et s'amarrent, sans rencontrer de problème, au module de commande où se trouve Ken Mattingly resté en orbite. Pour réduire la quantité de poussière lunaire susceptible d'être introduite dans le module de commande, Young et Duke nettoient d'abord la cabine du module lunaire avant d'ouvrir l'écoutille qui les sépare de leur collègue. Après les retrouvailles avec Ken Mattingly, l'équipage transfère dans le module de commande les échantillons de roche lunaire qu'Young et Duke ont collectés à la surface de la Lune. Une fois cette tâche réalisée et contrairement à ce qui était planifié, le contrôle au sol demande à l'équipage de prendre du repos, repoussant au lendemain le largage du module lunaire.
Le lendemain, après des dernières vérifications, le module lunaire est largué. Mais l'équipage a oublié de basculer un interrupteur dans le module lunaire et celui-ci se met à tournoyer sur lui-même après la séparation. Il était prévu que le moteur du module lunaire soit mis à feu pour le désorbiter et le lancer sur une trajectoire de collision avec la Lune en un lieu choisi de manière précise. Cette manœuvre est devenue impossible et le module lunaire s'écrasera finalement sur le sol lunaire un an plus tard de manière incontrôlée. La tâche suivante de l'équipage est de larguer un mini satellite scientifique de 36,3 kg. Il est lancé le 24 avril 1972 à 21 h 56 min 9 s UTC et orbitera autour de la Lune 34 jours en effectuant 425 révolutions. Mais l'orbite sur laquelle circule le satellite n'est pas celle prévue initialement. En effet, le contrôle au sol ne veut pas solliciter le moteur SPS, qui a rencontré des problèmes au moment de l'insertion en orbite lunaire. En conséquence, sur l'orbite retenue, le temps de vie du satellite est diminué de moitié. Après un peu moins de cinq heures d'attente et de préparations, le moteur SPS du module de commande est mis à feu lors de la 65e orbite pour entamer le retour vers la Terre. Malgré les problèmes rencontrés quelques jours auparavant, le moteur fonctionne à la perfection.

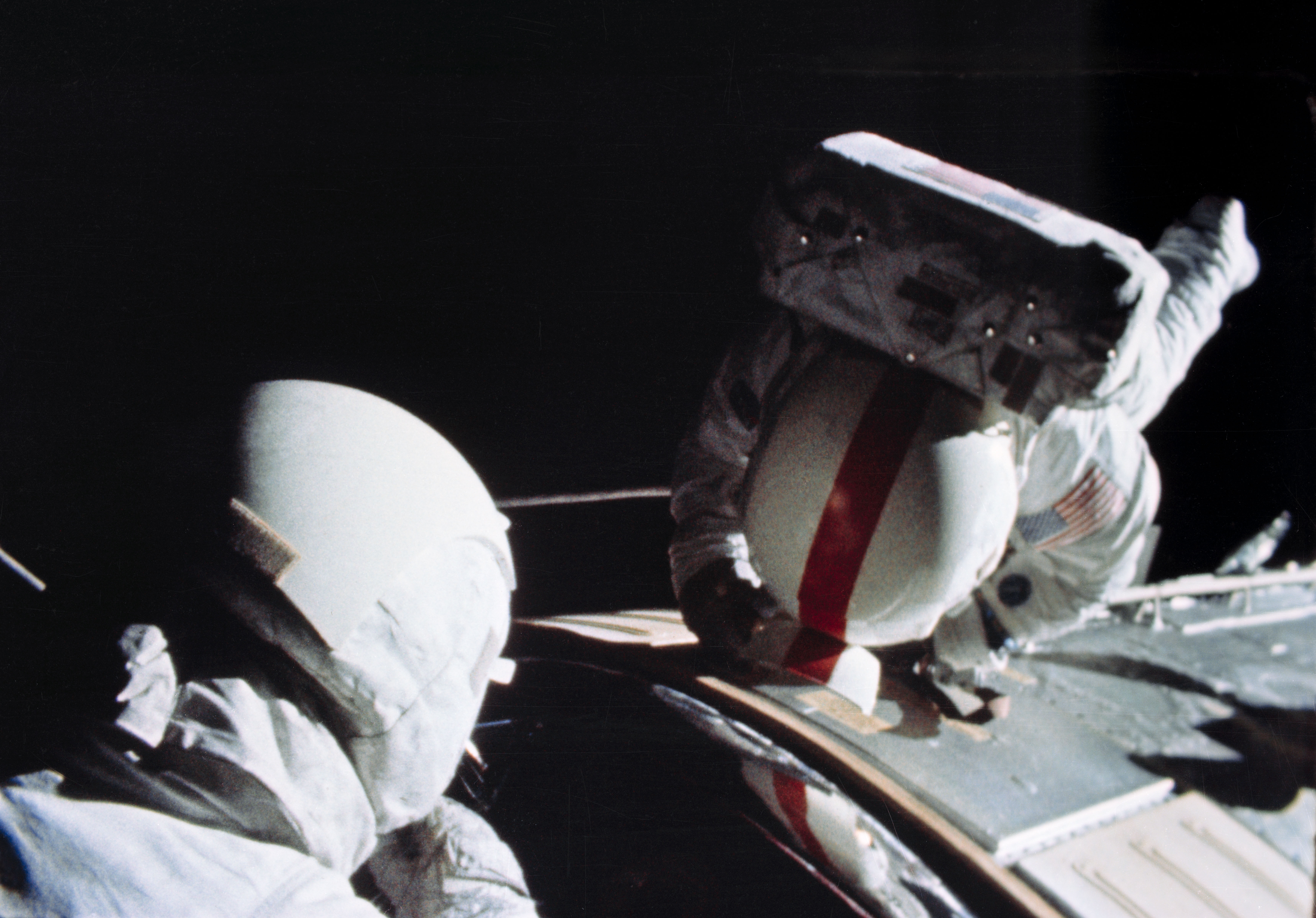
Ken Mattingly effectue une sortie extravéhiculaire pour récupérer des enregistreurs sur bande magnétique à l'extérieur du module de commande.

Alors qu'il se trouve à environ 310 000 km de la Terre, Ken Mattingly, le pilote du module de commande, effectue une sortie extravéhiculaire durant laquelle il récupère les films sur cassettes situés dans la baie dédiée aux instruments scientifiques du module de commande et de service. Au même moment, Mattingly réalise une expérience de biologie baptisée « Microbial Ecology Evaluation Device » (MEED - Engin d'évaluation de l'écologie microbienne). L'expérience ne sera pas reconduite sur les missions suivantes.
Alors qu'il observe Mattingly après être rentré dans le module de commande, Charlie Duke est gêné par un reflet doré dans un coin de son champ de vision. Il se retourne et aperçoit l'alliance de son coéquipier, perdue lors du deuxième jour de la mission, flottant librement dans le vide spatial et s'éloignant lentement du vaisseau. Il tente de la saisir, mais n'y parvient pas. L'anneau, tournoyant sur lui-même, continue sa trajectoire rectiligne vers Ken Mattingly et rebondit sur l'arrière de son casque avant de revenir dans l'écoutille au bout de trois minutes, Duke parvenant cette fois à l'attraper quand elle passe devant lui. Une fois la sortie terminée, les astronautes effectuent ensuite plusieurs tâches de maintenance puis prennent un repas qui conclut leur journée de travail.
L'avant-dernier jour de la mission est consacré essentiellement à la réalisation d'expériences scientifiques qui sont seulement interrompues par une conférence de presse de vingt minutes où les astronautes répondent à des questions techniques ou non sur leur mission ; celles-ci ont été préparées par des journalistes accrédités se trouvant au centre spatial de Houston et sont posées selon un ordre de priorité. En plus des nombreuses tâches de maintenance, les astronautes préparent le vaisseau pour la rentrée atmosphérique et leur retour sur Terre qui est prévu pour le lendemain. À la fin de la journée, le vaisseau se trouve à 143 000 km de la Terre et progresse à une vitesse de 2 km/s,.
Tony England est chargé de réveiller l'équipage d'Apollo 16 pour leur dernier jour de mission. Le vaisseau se trouve à 83 000 km de la Terre dont il se rapproche à la vitesse de 2,7 km/s. Trois heures avant l'amerrissage dans l'océan Pacifique, l'équipage effectue une dernière correction de trajectoire qui modifie la vitesse du vaisseau de 0,43 m/s. Environ dix minutes avant leur rentrée dans l'atmosphère, le module de service est largué et poursuit sa route qui l'amènera à se consumer. Le vaisseau Apollo 16 entame sa rentrée atmosphérique 265 heures et 37 minutes après son départ de Floride et à une vitesse de 11 km/s. La coque s'échauffe au fur et à mesure que la densité de l'atmosphère croît. À son pic, la température du bouclier thermique qui protège la coque oscille entre 2 204 °C et 2 482 °C. L'ouverture réussie des parachutes principaux intervient moins de quatorze minutes après le début de la rentrée atmosphérique et le vaisseau amerrit dans l'océan Pacifique à 350 km au sud-est de l'île Christmas mettant un terme à une mission qui aura duré 290 heures, 37 minutes et 6 secondes. Le vaisseau et ses trois membres d'équipage sont récupérés par le porte-avion USS Ticonderoga. Young, Duke et Mattingly se retrouvent en sécurité à bord du porte-avion trente-sept minutes après l'amerrissage,.

## Héritage de la mission Apollo 16

### Localisation des vaisseaux

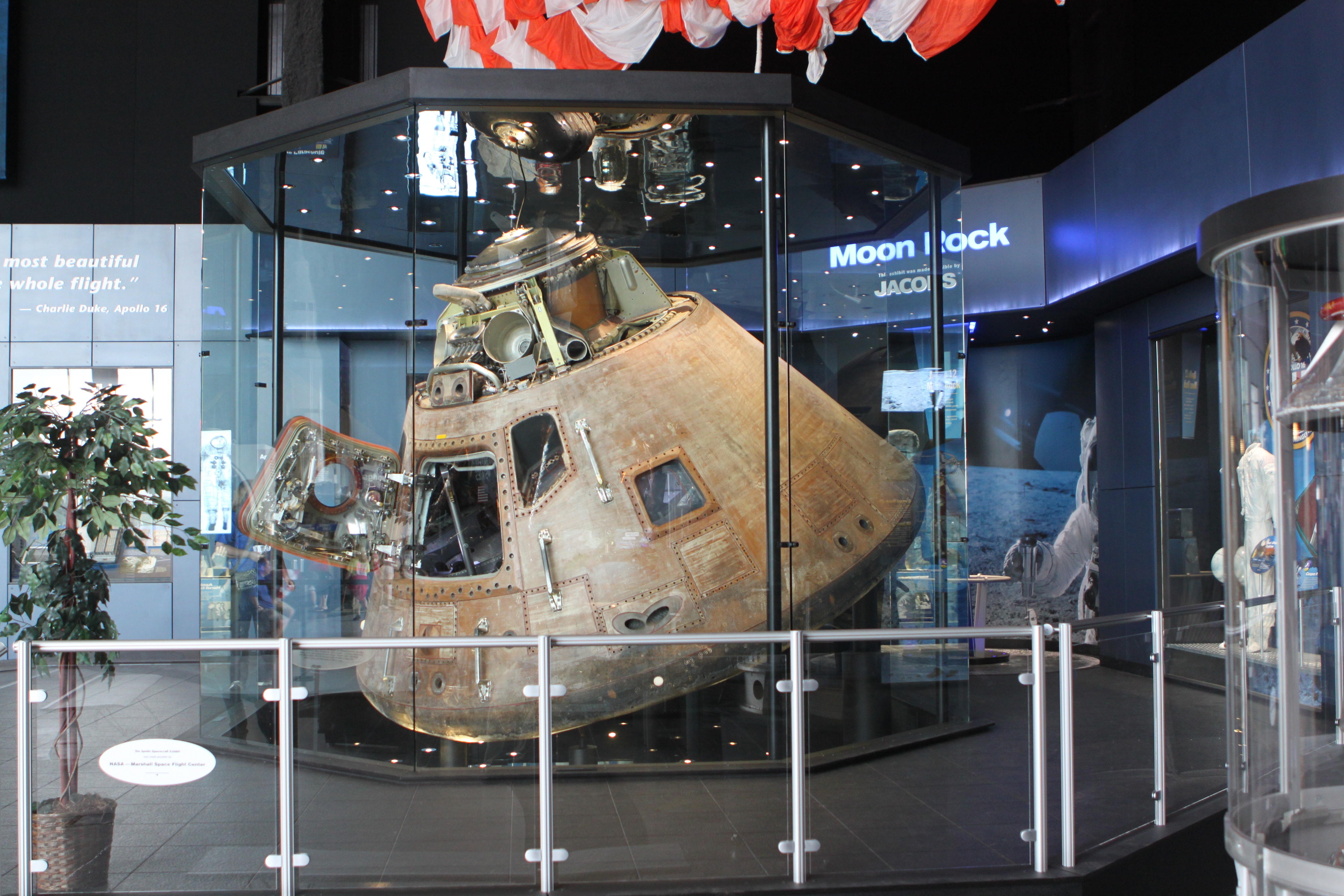
La capsule d'Apollo 16 au US Space & Rocket Center de Huntsville en Alabama

Le vendredi 5 mai 1972, le module de commande d'Apollo 16 est débarqué de l'USS Ticonderoga à la Naval Air Station North Island près de San Diego en Californie. Le lundi 8 mai 1972, alors qu'une équipe est en train de purger les restes d'hydrazine (le carburant toxique utilisé par les moteurs de contrôle d'attitude) dans un des hangars de la base navale, l'équipement utilisé explose. 46 personnes sont envoyées à l'hôpital pour 24 à 48 heures d'observation, souffrant pour la plupart d'intoxications légères. Le vaisseau est légèrement endommagé,,. Le module de commande d'Apollo 16 « Casper » fait désormais partie de l'exposition permanente du US Space & Rocket Center (en) à Huntsville en Alabama.

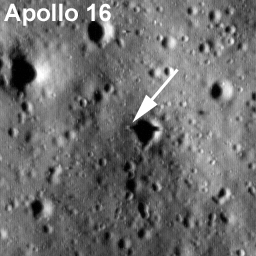
Étage de descente du module lunaire d'Apollo 16 pris en photo par LRO

L'étage de remontée du module lunaire, largué le 24 avril 1972 et devenu incontrôlable, s'est écrasé par la suite à la surface de la Lune mais le point d'impact n'a pu être déterminé, qu'en novembre 2015 grâce aux photos prises par le Lunar Reconnaissance Orbiter. Duke a fait don de certains objets utilisés durant le vol comme une carte de la Lune, à l'Université d'État de Kennesaw, en Géorgie. Il a laissé deux objets sur la Lune, tous deux photographiés avant de partir. Le premier est la photographie bien connue de sa famille (ref. NASA AS16-117-18841). Au dos de la photo, on peut lire le texte suivant : « Ceci est la famille de l'Astronaute Duke de la planète Terre. Atterrissage sur la Lune en avril 1972 ». L'autre objet est un médaillon commémoratif préparé par l'armée de l'air américaine célébrant ses 25 ans en 1972. Il a conservé un double de la médaille avec lui et en a fait don au musée de la Wright-Patterson Air Force Base.

### Les résultats de la mission Apollo 16
La mission Apollo 16 a rempli les objectifs principaux qui lui étaient assignés ainsi que la plupart des objectifs secondaires malgré un séjour en orbite lunaire raccourci d'un jour. Des données scientifiques ont pu être obtenues de tous les équipements scientifiques déployés durant les transits entre la Terre et la Lune, en orbite lunaire et à la surface de notre satellite à l'exception de l'instrument de mesure des flux thermiques (câble rompu par Young) et du sous-satellite placé sur une orbite différente de celle visée. Pour la première fois, une photographie de la couronne solaire dans la longueur d'onde Lyman Alpha a pu être obtenue et deux nouvelles ceintures aurorales entourant la Terre ont été observées. Les observations effectuées par les astronautes sur le sol lunaire ont réfuté la théorie de formations volcaniques dans la région explorée par la mission. Au vu des résultats de cette mission, il est considéré comme probable que la surface de la Lune ne présente peu ou aucune formation d'origine volcanique (Cette hypothèse sera confirmée par la mission Apollo 17). Les constats suivants sont effectués durant le déroulement de la mission :
- la poussière et le sol lunaire continuent à être une source de problèmes pour le fonctionnement de certains équipements malgré les modifications apportées aux procédures et aux équipements à la suite des missions précédentes ;
- la perte de l'instrument de mesure des flux thermiques met en évidence que tous les équipements installés sur le sol lunaire doivent être conçus en prenant en compte le fait que les astronautes sont handicapés par leur combinaison spatiale ;
- la capacité de l'antenne omnidirectionnelle en bande S du module lunaire à prendre en charge l'ensemble des échanges radio durant les opérations a été démontrée à la suite de la panne qui a mis hors service l'antenne orientable ;
- les données fournies par le sous-satellite placé en orbite lunaire permettent de conclure que la modélisation du champ gravitationnel de la Lune est encore imparfaite ;
- les astronautes n'ont pas souffert d'arythmie cardiaque au cours de la mission ; les mesures prises - augmentation de la dose de potassium absorbée et cycle de sommeil optimisé - semblent avoir réglé ce problème ;
- l'équipage et le module lunaire ont démontré qu'il était possible d’atterrir dans une zone au relief tourmenté sans disposer au préalable de photographies détaillées. Le rover lunaire a démontré sa capacité à gravir des pentes de 20°.

## Données détaillées

### Paramètres de mission
- Mission Apollo 16 (AS-511)
  - Module de commande CM-113 « Casper »
  - Module de service SM-113
  - Module lunaire LM-11 « Orion »
  - Rover lunaire : LRV-2
- Lancement le 16 avril 1972 à 17 h 54 min UTC du Launch Complex 39-A (LC-39A) du centre spatial Kennedy par Saturn V
- Atterrissage le 21 avril 1972 à 2 h 23 min 35 s UTC sur les hauts plateaux des monts Descartes (8° 58′ 22.84″ S, 15° 30′ 0.68″ E)
- Décollage le 24 avril 1972 à 1 h 25 min 48 s UTC.
- Amerrissage le 27 avril 1972 à 19 h 45 min 5 s UTC (0° 43′ S, 156° 13′ O)

### Paramètres de vol
- Vaisseau Apollo 16 (46 782 kg)
  - Module de commande/service (30 354 kg)
    - Module de commande 5 840 kg
    - Module de service 24 514 kg

  - Module lunaire (16 428 kg)
- Paramètres de l'orbite terrestre
  - Périgée : 166,7 km
  - Apogée : 176 km
  - Inclinaison : 32,542°
  - Période : 87,85 min
  - Révolutions : 3
- Paramètres de l'orbite lunaire
  - Périsélène : 107,6 km
  - Aposélène : 315,4 km
  - Inclinaison : 168°
  - Période : 120 min
  - Révolutions : 64
- Site d'atterrissage : 8.97301° S - 15.50019° E
- Module lunaire
  - Séparation le 20 avril 1972 à 18 h 7 min 31 s UTC
  - Amarrage le 24 avril 1972 à 3 h 35 min 18 s UTC

## Sources
- (en) Cet article est partiellement ou en totalité issu de l’article de Wikipédia en anglais intitulé « Apollo 16 » (voir la liste des auteurs).